# Європа
Євро́па — частина світу, яка повністю розташована у Північній півкулі та переважно у Східній півкулі. Європа омивається Північним Льодовитим океаном на півночі, Атлантичним океаном на заході, Середземним морем на півдні та межує з Азією на сході. Європа як субконтинент ділить найбільший материк Євразію з Азією, а суперконтинент Афроєвразія з Азією та Африкою. Вважається, що Європа відокремлена від Азії вододілом Уральських гір, річкою Урал, Каспійським морем, Великим Кавказом, Чорним морем і водним шляхом через протоку Босфор.
Європа займає близько 10,18 млн км2 (3,93 млн кв. миль) або 2 % поверхні Землі (6,8 % площі суші), що робить її другим за величиною континентом (використовуючи модель із семи континентів). Політично Європа розділена приблизно на п'ятдесят суверенних держав, з яких Російська Федерація є найбільшою і найбільш населеною державою, охоплюючи 39 % континенту та становлячи 15 % від його населення. Проте Росію зазвичай також вважають трансконтинентальною державою. Зокрема, Україна є найбільшою державою, яка повністю розташована в Європі. Загальна чисельність населення Європи в 2021 році становила близько 745 мільйонів (близько 10 % населення світу); третя за величиною після Азії та Африки. На клімат Європи впливають теплі атлантичні течії, такі як Гольфстрим, які створюють помірний клімат, пом'якшуючи зиму на більшій частині континенту. Далі від моря сезонні відмінності помітніші, створюючи більш континентальний клімат.
Європейська культура складається з ряду національних і регіональних культур, які формують центральне коріння ширшої західної цивілізації, зазвичай посилаючись на Стародавню Грецію та Стародавній Рим, зокрема через їхніх християнських наступників. Починаючи з падінням Західної Римської імперії в 476 році, християнізація Європи після періоду великого переселення народів ознаменувала європейське посткласичне середньовіччя. Італійське Відродження поширило на континенті новий гуманістичний інтерес до мистецтва та науки, що привело до сучасної епохи. Починаючи з епохи Великих географічних відкриттів, на чолі з Іспанською та Португальською імперіями, Європа відігравала домінуючу роль у світових справах завдяки численним дослідженням і завоюванням по всьому світу. Між XVI і XX століттями європейські держави в різний час колонізували Америку, майже всю Африку та Океанію та більшу частину Азії.
Епоха Просвітництва, Французька революція та наполеонівські війни сформували культурний, політичний та економічний аспект континенту з кінця XVII до першої половини XIX століття. Промислова революція, що почалася у Великій Британії наприкінці XVIII століття, спричинила радикальні економічні, культурні та соціальні зміни в Західній Європі та, зрештою, у всьому світі. Обидві світові війни почалися та велися значною мірою в Європі, сприяючи зменшенню домінування Західної Європи у світових справах до середини XX століття, коли Радянський Союз і Сполучені Штати Америки зайняли чільне місце та змагалися за домінування в Європі та в усьому світі. Холодна війна, що виникла в результаті, розділила Європу вздовж залізної завіси з НАТО на заході та Варшавським пактом на сході. Цей розкол закінчився осінню народів, падінням Берлінського муру та розпадом Радянського Союзу, що дозволило європейській інтеграції просунутися на Схід.
Європейська інтеграція в інституційному плані почалася в 1948 році із заснуванням Ради Європи та значною мірою завдяки створенню Європейських спільнот, які з 1992 року стали Європейським Союзом (ЄС). Європейський Союз є наддержавним політичним утворенням, щось між конфедерацією та федерацією, та ґрунтується на системі європейських договорів. ЄС виникла в Західній Європі, але розширювався на схід після розпаду Радянського Союзу. Більшість держав-учасниць прийняли спільну валюту, євро, і беруть участь у єдиному європейському ринку та митному союзі. Великий блок держав Шенґенської зони також скасував внутрішній прикордонний та імміграційний контроль. Регулярні народні вибори до Європейського парламенту відбуваються кожні п'ять років; вони є другими за кількістю демократичних виборів у світі після Індії. ЄС є третьою за величиною економікою світу.

## Назва

### Ортографія
Згідно з чинним українським правописом (а також попередніми його редакціями) єдине правильне написання — Європа. Деякі історичні правописні системи рекомендували написання з Е- — Европа, зокрема: желехівка («Руска правопись» Смаль-Стоцького — 1892), харківський правопис (1926, 1928), правопис Зілинського (1942, 1943), правопис Ярослава Рудницького (1949).

### Етимологія

Реконструкція, зробленої Анаксімандером у VI столітті до н. е., яка поділяє відомий світ на три великі масиви суші, один з яких називався Європою.

Назву Еврос вперше використали стародавні греки для позначення своєї найпівнічнішої провінції, яка сьогодні носить таку ж назву. Головна річка там — Еврос (сьогоднішня Мариця) — протікає через родючі долини Тракії, яку також називали Європою, до того як цей термін означав континент.
У класичній грецькій мітології Європа (дав.-гр. Εὐρώπη, Eurṓpē) — фінікійська принцеса, яку викрав Зевс і відвіз на Крит. Походження цього імені, як вважає французький лінгвіст П. Шантрен, невідоме. Є ряд найпопулярніших в сучасній літературі етимологічних гіпотез запропонованих ще в античності (поряд з багатьма іншими). Зокрема, одна з них полягає в тому, що назва Європи походить від давньогрецького елемента εὐρύς (eurús) 'широка' і ὤψ (ōps, род. ὠπός, ōpós) «око, обличчя», отже, їх композит Eurṓpē означав би «широкоока» або «широке обличчя». Широка була епітетом самої Землі в реконструйованій протоіндоєвропейській релігії та поезії, присвяченій їй. Альтернативна точка зору була в Роберта Бекеса, який наводить аргументи на користь доіндоєвропейського походження назви, пояснюючи, що похідне від eurus дає інший топонім, ніж Europa. Бекес знайшов топоніми, пов'язані з топонімами Європи на території Стародавньої Греції, а також такі місцевості, як Європус у Стародавній Македонії.
Були спроби пов'язати Eurṓpē із семітським терміном для позначення Заходу, наприклад аккадське erebu що означає «спускатися, заходити» (щодо Сонця), або фінікійське 'ereb «вечір, захід», яке є джерелом походження арабського maghreb та івритського ma'arav. Мартін Вест вважав, що «фонологічно збіг між назвою Європи та будь-якою формою семітського слова дуже слабкий», тоді як Бекес гадав, що зв'язок із семітськими мовами малоймовірним.
Більшість основних світових мов використовують слова, що походять від Eurṓpē або Europa для позначення континенту. Китайська мова, наприклад, використовує слово Ōuzhōu (歐洲/欧洲), що є абревіатурою транслітерованої назви Ōuluóbā zhōu (歐羅巴洲) (zhōu означає «континент»); подібний китайський термін Ōshū (яп. 欧州) також іноді використовується в японській мові, наприклад, у японській назві Європейського Союзу Ōshū Rengō (яп. 欧州連合) , незважаючи на те, що катакана Yōroppa (яп. ヨーロッパ) використовується частіше. У деяких тюркських мовах перська назва Франгістан («земля франків») випадково використовується для позначення більшої частини Європи, окрім офіційних назв, таких як Avrupa або Evropa.

## Дефініція

### Сучасний термін

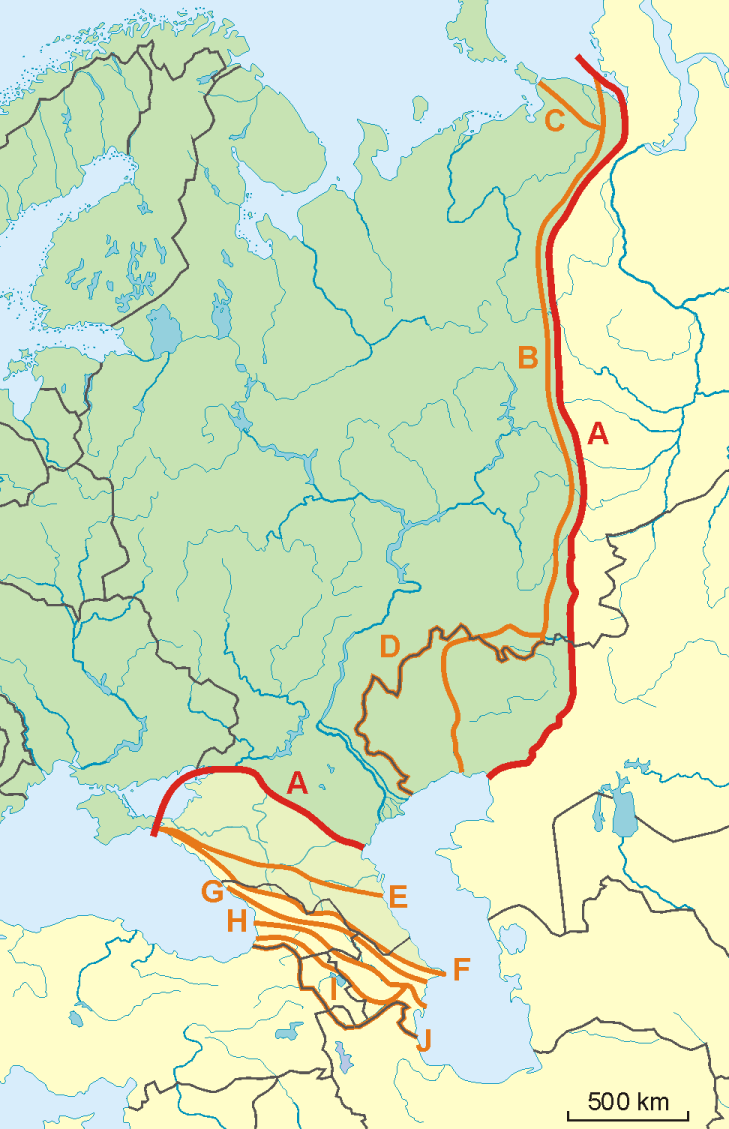
Визначення меж між Азією та Європою в різні періоди історії.

Поширене визначення Європи як географічного терміну використовується з середини XIX століття. Вважається, що Європа обмежена великими водоймами на півночі, заході та півдні; межею Європи на сході і північному сході зазвичай вважаються Уральські гори, річка Урал і Каспійське море; на південному сході — Кавказькі гори, Чорне море та водні шляхи, що з'єднують Чорне море з Середземним.
Острови, як правило, групуються з найближчою континентальною сушею, тому Ісландія вважається частиною Європи, тоді як сусідній острів Ґренландія зазвичай відноситься до Північної Америки, хоча політично належить Королівства Данія. Тим не менш, є деякі винятки, які ґрунтуються на соціально-політичних і культурних відмінностях. Кіпр знаходиться найближче до Анатолії (або Малої Азії), але політично вважається частиною Європи і є державою-учасницею Європейського Союзу. Протягом століть Мальта вважалася островом Північно-Західної Африки, але тепер вона також вважається частиною Південної Європи. Слово «Європа», яке використовується саме в британській англійській мові, також може стосуватися виключно лише континентальної Європи.
Термін «континент» зазвичай має на увазі фізичну географію великого масиву суші, повністю або майже повністю оточеного водою на своїх кордонах. До прийняття поточного визначення, яке включає гірські вододіли, межа між Європою та Азією кілька разів змінювалася з моменту її першого задуму в класичній давнині. У 1715 році мапограф Герман Молль припустив, що Європа обмежена серією частково з'єднаних водних шляхів, спрямованих до турецьких проток, і річки Іртиш, що впадає у верхню частину річки Об і Північного Льодовитого океану. На відміну від цього визначення, нинішній східний кордон Європи пролягає по Уральським і Кавказьким горам, що є дещо умовним визначенням у порівнянні з будь-яким чітким визначенням терміну «континент».

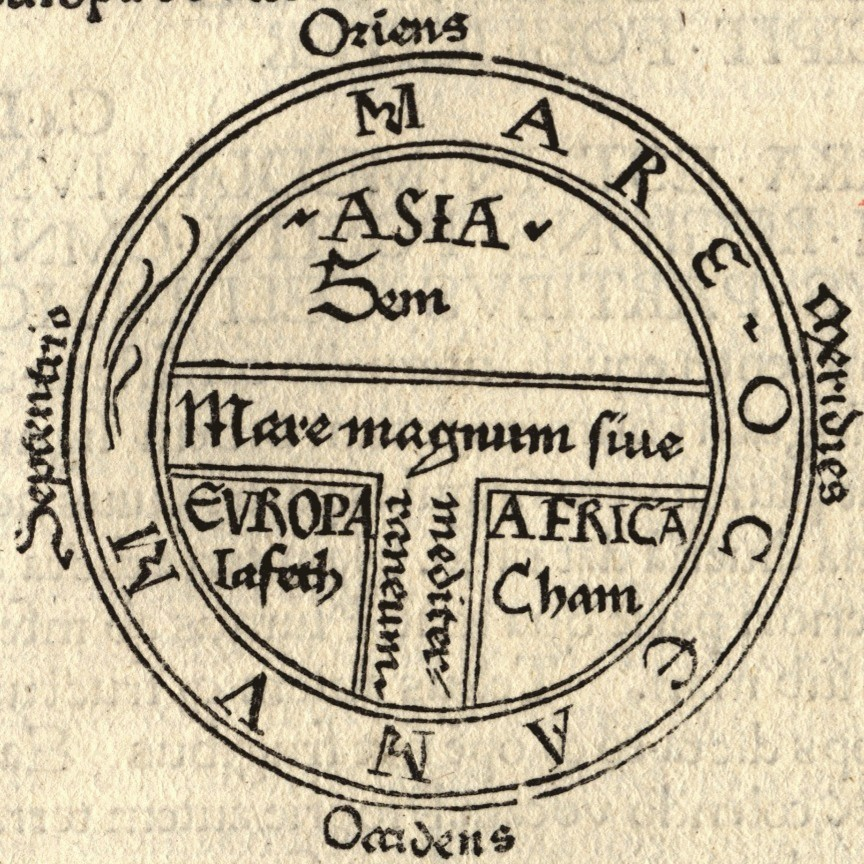
Середньовічна мапа, надрукована Ґюнтером Цайнером у 1472 році, на якій показано три континенти як володіння синів Ноя: Азія Симова, Європа Яфетова і Африка Хамова.

Нинішній поділ Євразії на два субконтиненти тепер відображає культурні, мовні та етнічні відмінності між Сходом і Заходом, які змінюються швидше за спектром, ніж за чіткою лінією поділу. Географічний кордон між Європою та Азією не проходить жодних державних кордонів і зараз проходить лише по кількох водоймах. Туреччина зазвичай вважається трансконтинентальною державою, повністю розділеною водою, тоді як Росія та Казахстан лише частково розділені водними шляхами. Франція, Нідерланди, Португалія та Іспанія також є трансконтинентальними (точніше, міжконтинентальними, якщо йдеться про океани чи великі моря), оскільки їхні основні території знаходяться в Європі, тоді як осередки їхніх територій розташовані на інших континентах, відокремлених від Європи великою територією. Іспанія, наприклад, має території на південь від Середземного моря, а саме Сеута та Мелілья, які є частинами Африки та мають спільний кордон з Марокко. Згідно з чинною доктриною, Азербайджан і Грузія є трансконтинентальними державами, де водні шляхи повністю замінені горами як вододілом між континентами.

### Історія поняття

#### Рання історія

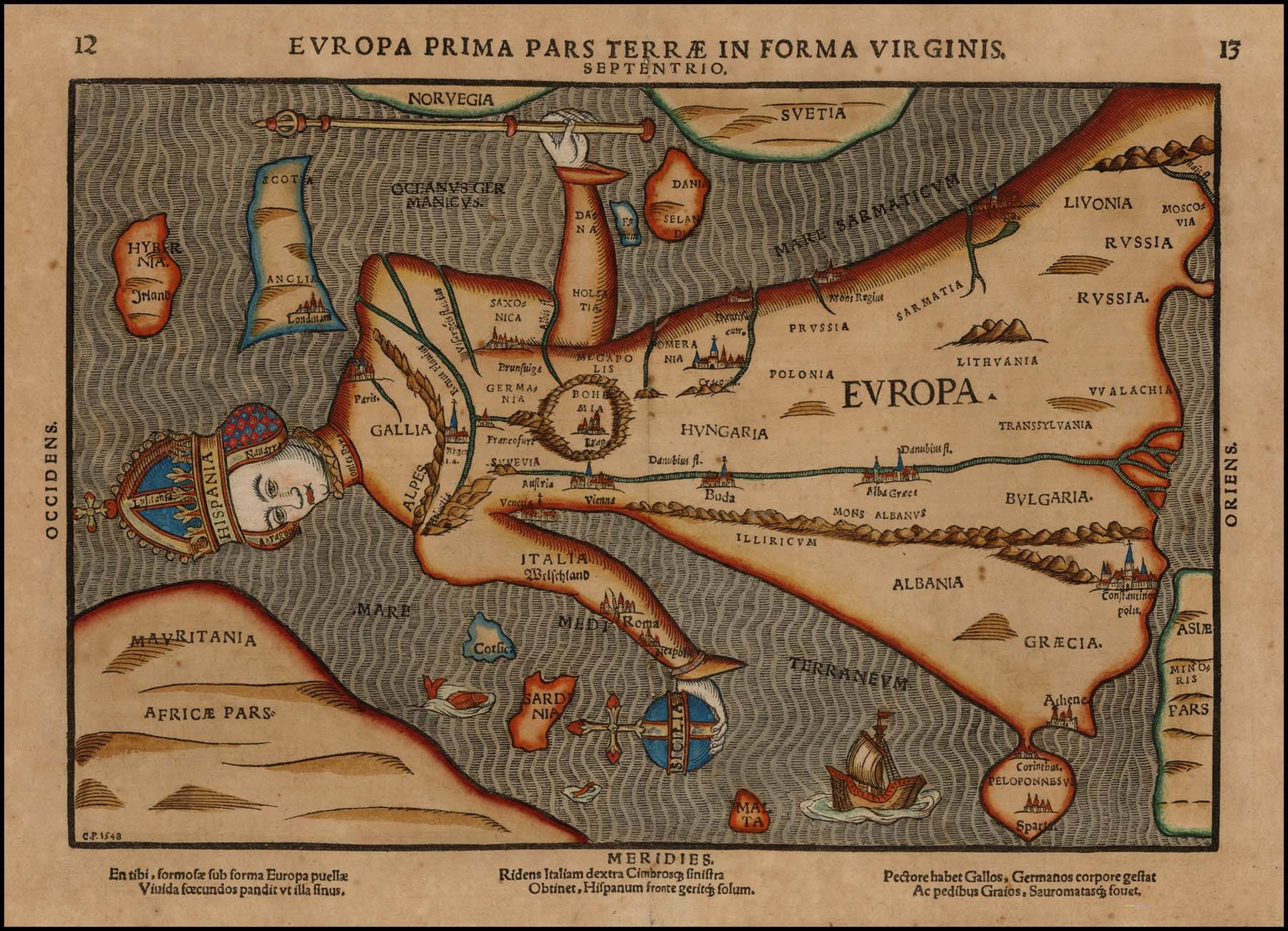
Зображення «» в 1582 році.

Перше зафіксоване використання Eurṓpē як географічного терміна міститься в гомерівському Гімні Делійському Аполлону щодо західного узбережжя Егейського моря. Як назву для частини світу, Європа перше використана в VI столітті до нашої ери Анаксімандером і Гекатеєм. Анаксимандер провів кордон між Азією та Європою по річці Фасис (сучасна річка Ріоні на території Грузії) на Кавказі, цієї конвенції дотримувався Геродот у V столітті до нашої ери. Геродот згадував, що світ був розділений невідомими особами на три частини — Європу, Азію та Лівію (Африку) — межами яких були Ніл і Фасис, хоча він також стверджує, що деякі вважали річку Дін, а не Фасис, як кордон між Європою та Азією. Східний кордон Європи був визначений у І столітті географом Страбоном на річці Дін. Книга Ювілеїв описує континенти як землі, подаровані Ноєм своїм трьом синам; Європа була визначена як земля від Геркулесових стовпів у Ґібралтарській протоці, що відокремлює її від Північно-Західної Африки, до Дону, що відокремлює її від Азії.
Римська імперія не надавала уваги концепції континентального поділу. Однак після падіння Західної Римської імперії культура, що розвинулась на її місці, пов'язана з латинською мовою та Католицькою церквою, почала асоціюватися з поняттям «Європа». Термін «Європа» вперше використано для сфери культури в епоху Каролінгського Відродження IX століття. З того часу цей термін позначав сферу впливу Західного християнства, на відміну як від Східних православних церков, так і від ісламського світу.
Культурне визначення Європи як земель латинського християнства, що об'єдналися у VIII столітті, означало новий культурний кондомініум, створений через злиття германських традицій і християнсько-латинської культури, що визначається частково у протиставленні Візантію та ісламу та обмежений північною Іберією, Британськими островами, Францією, християнізованим альпійськими регіонами та північною та центральною Італією. Концепція є однією з довготривалих спадщин Каролінгського Відродження: часто Європа фігурує в листах придворного вченого Карла Великого Алкуїна. Перехід Європи до культурного, а також географічного терміну призвів до того, що кордони Європи зазнали впливу культурних міркувань на Сході, особливо стосовно територій під впливом Візантійської, Османської та Російської імперій. На такі запитання вплинули позитивні конотації, пов'язані з терміном Європа його користувачами. Такі культурні міркування не застосовувалися до Америки, незважаючи на її завоювання та заселення європейськими державами. Натомість виникла концепція «західної цивілізації» як спосіб об'єднання Європи та цих колоній.

#### Сучасні визначення

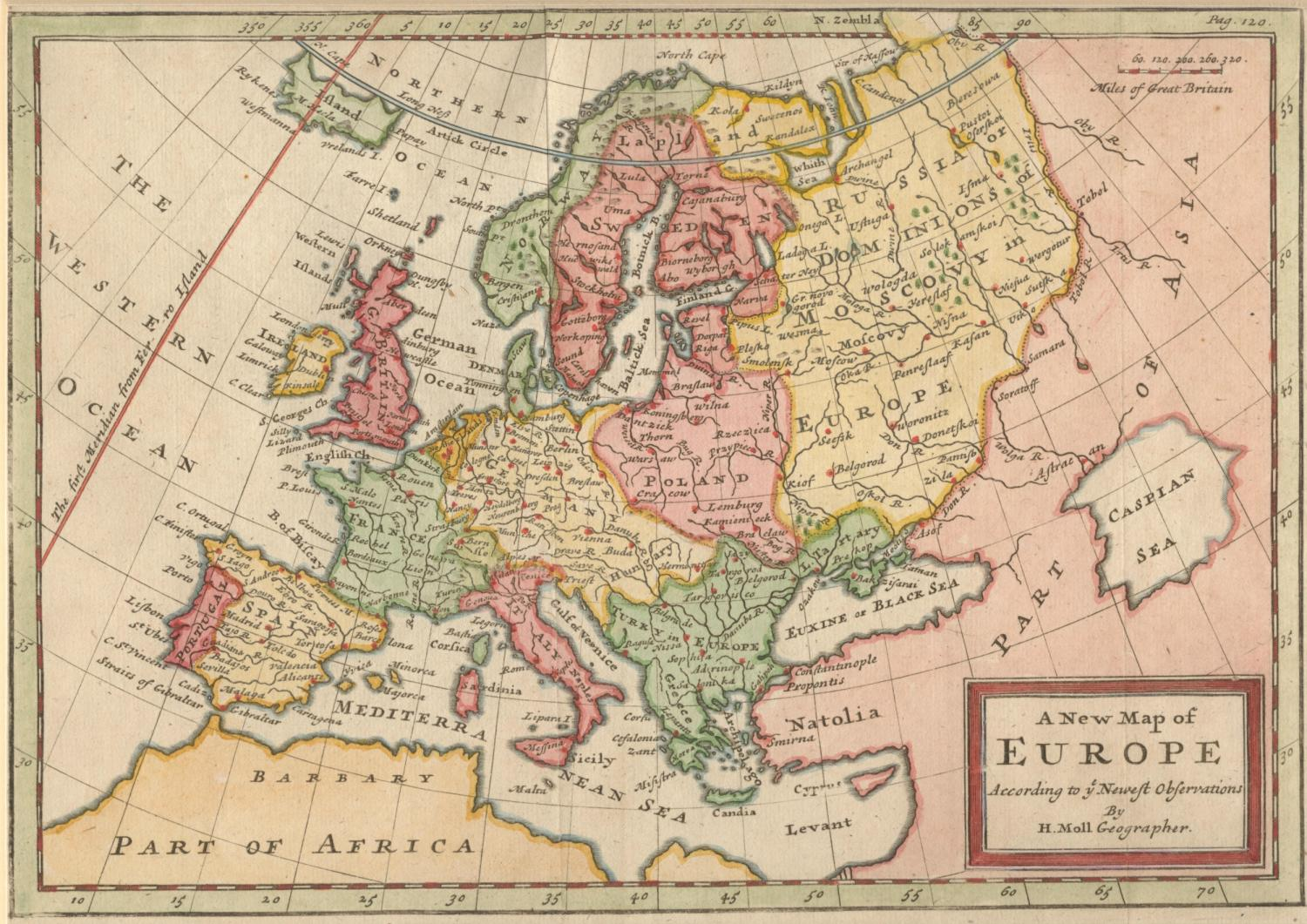
Нова мапа Європи за найновішими спостереженнями (1721) Германа Молля проводить східний кордон Європи вздовж річки Дін, що тече на південний захід, і річок Тобол, Іртиш і Об, що течуть на північ.

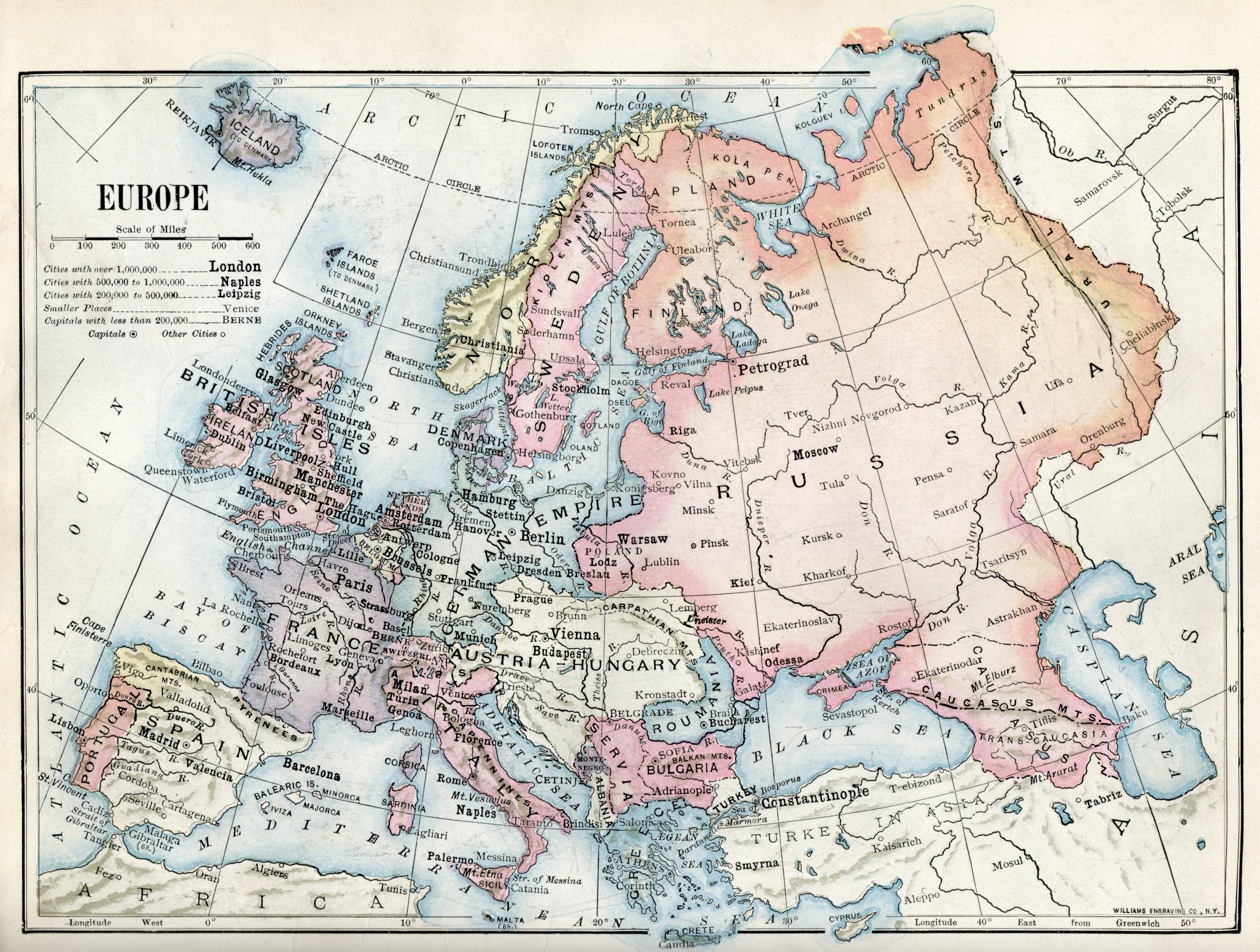
Політична мапа Європи 1916 року, на якій показано більшість водних шляхів Молла, замінених Уральськими горами фон Штраленберга та Кавказьким хребтом Фрешфілда, тип суші, який зазвичай визначає субконтинент.

Питання про визначення східної межі Європи постало в період раннього Нового часу, коли східне розширення Московії почало включати Північну Азію. Протягом Середньовіччя і до XIX століття традиційний поділ Євразії на два континенти, Європу та Азію, дотримувався Птолемеєм, з кордоном за Турецькими протоками, Чорним морем, Керченською протокою, Азовським морем і Доном (стародавній Танаїс). Але мапи, складені протягом XVI—XVIII століть, як правило, відрізнялися тим, що продовжували межу за вигином Дону в Калачі-на-Дону (де він найближче до Волги, тепер з'єднаний з нею Волго-Донським каналом), на територію, не докладно описану древніми географами.
Близько 1715 року Герман Молль склав мапу, на якій зображено північну частину річки Об і річку Іртиш, велика притока Обі, були показані як компоненти частково з'єднаних водних шляхів, що проходять кордон між Європою та Азією від Турецьких проток і річки Дон до Північного Льодовитого океану. У 1721 він створив більш сучасну мапу, яку було легше читати. Однак його пропозиція дотримуватися великих рік як лінії розмежування так і не була прийнята іншими географами, які почали відходити від ідеї водних кордонів як єдино правильного розділу між Європою та Азією.
Чотири роки потому, у 1725 році, Філіп Йоган фон Страленберґ першим відійшов від класичної ідеї з річною Дін. Він провів нову лінію вздовж Волги, прямуючи за Волгою на північ до Самарської луки, вздовж Загального Сирту (вододіл між Волгою та Уралом), потім на північ і схід уздовж останнього водного шляху до його витоку в Уральських горах. У цей момент він запропонував, щоб гірські хребти стали межами між континентами в якості альтернативи водним шляхам. Відповідно, він провів нову межу на північ уздовж Уральських гір, а не сусідніх і паралельних річок Об та Іртиш. Це було схвалено Російською імперією та запроваджено концепцією, яка згодом стане загальновизнаною. Однак таке рішення мало й критиків. Вольтер, який писав у 1760 році про зусилля Петра І зробити Московію більш європейською, стверджував, що ні Російська імперія, ні Скандинавія, ні північна Німеччина, ні Річ Посполита не були повністю частиною Європи. Відтоді багато сучасних аналітичних географів, як-от Гелфорд Джон Маккіндер заявили, що вони не вважають Уральські гори межею між континентами.
Мапотворці продовжували розходитися щодо межі між нижнім Доном і Самарою навіть у XIX столітті. В атласі 1745 року, опублікованому Російською академією наук, межа проходить за Доном за Калач аж до Серафимовича, а потім прямує на північ до Архангельська, тоді як інші мапографи XVIII—XIX століть, такі як Джон Кері, дотримувалися припису Страленберґа. На південь прибл. 1773 року німецьким натуралістом Петером Симоном Палласом було виявлено Кумо-Маничську западину, яка колись з'єднувала Чорне та Каспійське моря. Згодом ця западина була запропонована як природна межа між континентами.
До середини XIX століття існувало три основні концепції: одна йшла через річку Дін, Волго-Дінський канал і Волгу, інша йшла через Кумо-Маничську западину до Каспію, а потім до Уралу, а третя лише через Дін. У географічній літературі 1860-х років це питання все ще розглядалося як «суперечливе».
У Російській імперії та Радянському Союзі межу по Кумо-Маничській западині найчастіше використовувався ще в 1906 році. У 1958 році Радянське географічне товариство офіційно рекомендувало проводити в підручниках кордон між Європою та Азією від Байдарацької затоки на Карському морі, вздовж східного підніжжя Уральських гір, далі по річці Урал до Мугоджарських пагорбів, а потім річка Емба; і Кума-Маничська западина, таким чином поміщаючи Кавказ повністю в Азію, а Урал повністю в Європу. Flora Europaea прийняла межу по річках Тереку і Кубані, тобто на південь від Куми і Манич, але все ще з Кавказом цілком в Азії. Однак більшість географів у Радянському Союзі віддавали перевагу межі вздовж Кавказького гребеня, і вона стала загальноприйнятою класифікацією наприкінці XX століття, хоча межа Кума-Манич використовувалася на деяких мапах XX століття.
Дехто вважає поділ Євразії на Азію та Європу залишком європоцентризму: «За фізичною, культурною та історичною різноманітністю Китай та Індію можна порівняти з усією європейською територією, а не з однією європейською державою. […]».

## Природа

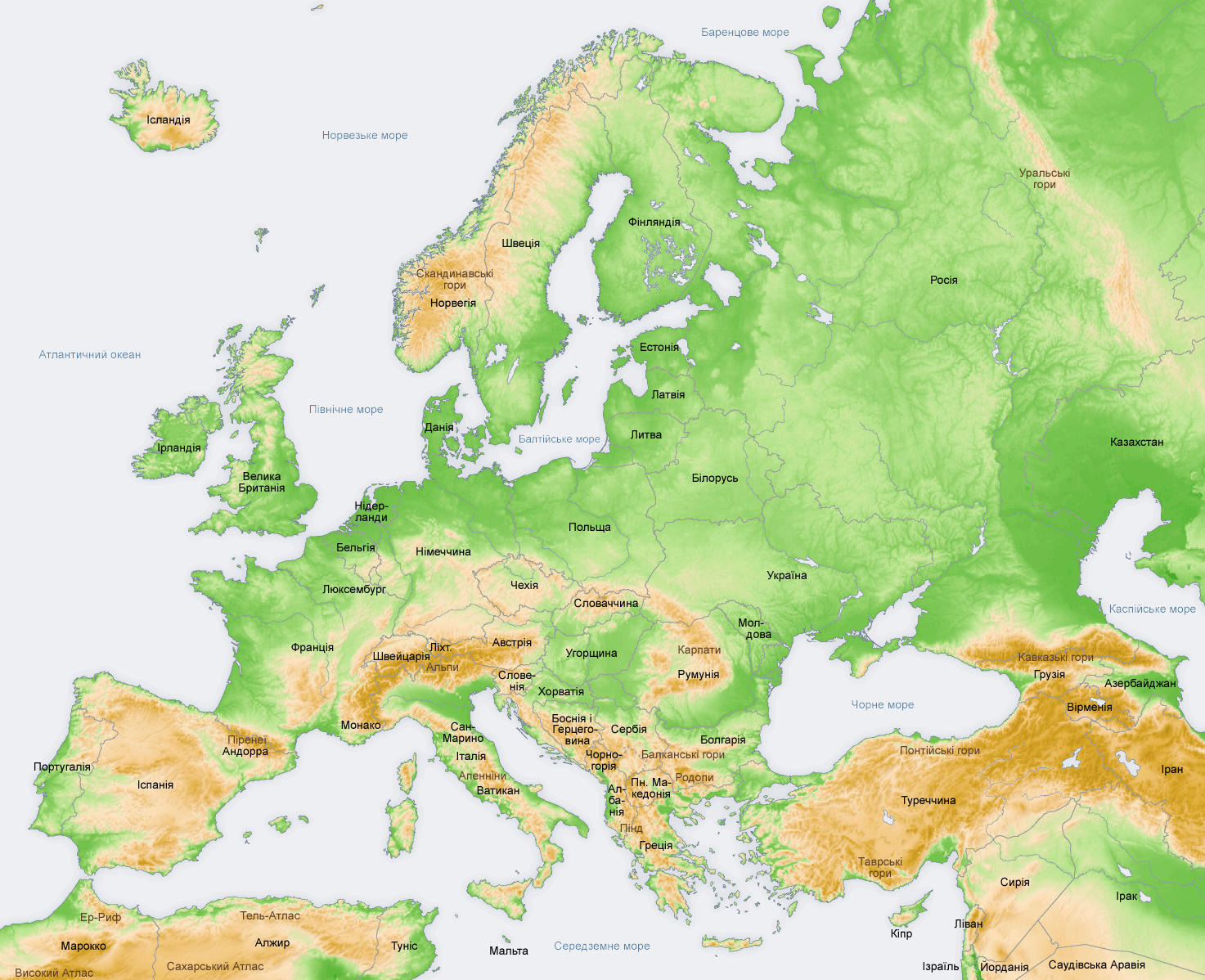
Топографічна мапа Європи.

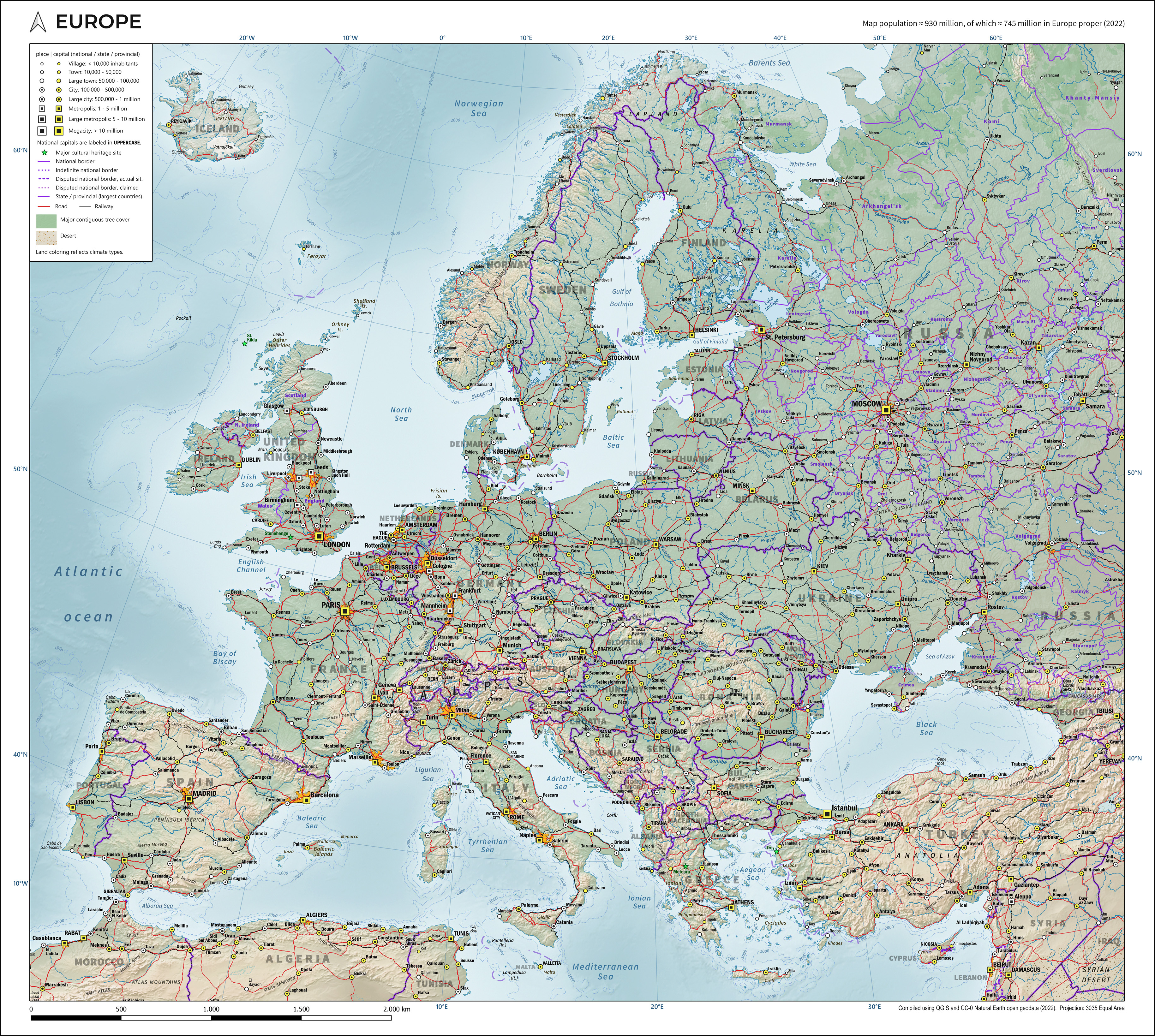
Загальна топографічна мапа Європи з фізичними, політичними характеристиками та характеристиками населення станом на 2024 рік.

Європа займає західну п'яту частину суші Євразії. Європа має більше відношення узбережжя до суші, ніж будь-який інший континент або субконтинент. Її морські кордони складаються з Північного Льодовитого океану на півночі, Атлантичного океану на заході та Середземного, Чорного та Каспійського морів на півдні. Рельєф суші в Європі дуже різноманітний на відносно невеликих територіях. Південні регіони більш гористі, просуваючись на північ, рельєф спускається від високих Альп, Піренеїв і Карпат через горбисті височини до широких низьких північних рівнин, які є обширними на сході. Ця розширена низовина відома як Велика Європейська рівнина, а в її серці лежить Північно-Німецька рівнина. Дуга нагір'їв також існує вздовж північно-західного узбережжя, яка починається в західних частинах островів Британії та Ірландії, а потім продовжується вздовж гористого, порізаного фіордами хребта Норвегії.

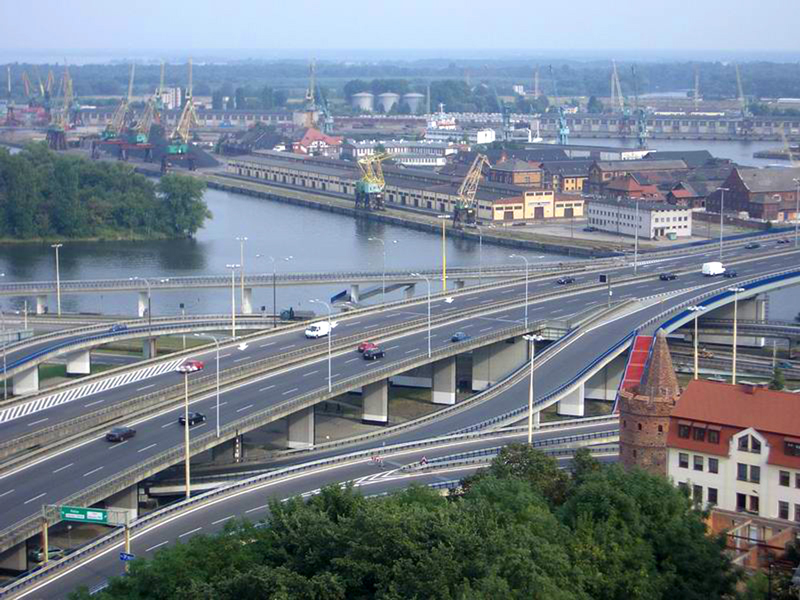
Річка Одра в Щецині, Польща.

Такі субрегіони, як Піренейський півострів та Апеннінський півострів мають свої власні комплексні особливості, як і сама материкова Центральна Європа, де рельєф містить багато плато, річкових долин і улоговин. Такі субрегіони, як Ісландія, Велика Британія та Ірландія, є особливими випадками. Перший — це окрема земля в північному океані, яка вважається частиною Європи, тоді як другий — це гірські території, які колись були приєднані до материка, поки підвищення рівня моря не відрізало їх.
У різні часи східну межу Європи проводили по-різному, простежується загальна тенденція «розростання Європи на схід». Останні три століття умовну межу між Європою і Азією на суходолі проводять вздовж східного підніжжя Уралу, по річці Ембі, Каспійському морю, Кумо-Маницькій западині (часто до Європи зараховують Кавказ), Чорному морю, протоці Босфор, Мармуровому морю, протоці Дарданелли, Егейському морю; Середземне море і Гібралтарська протока відокремлюють Європу від Африки.

Поділ материка Євразія на частини світу Європу і Азію склався ще в Стародавній Греції. Античні греки виділяли три частини світу — Європу, Азію і Лівію (Африку). Межею між Європою і Азією вони вважали водні шляхи від Середземного до Азовського моря. Сучасні східні межі Європи (Урал) були встановлені за пропозицією шведського географа Філіпа Йогана фон Страленберга.
Протяжність Європи в меридіональному напрямку — 4300 км, у широтному — 5000 км.
Європа має найбільш розчленовану серед частин світу берегову лінію (півострови становлять 1/4 території Європи; острови займають близько 730 тис. км²).
Середня висота — 292 м; пік Монблан (4809 м) — найвища вершина Альп і водночас Європи (якщо не враховувати Ельбрус (5642 м) на Кавказі); найнижча точка — узбережжя Каспійського моря (28 м нижче рівня моря).
Гори й височини належать до 3 епох складчастості:
- каледонської (Скандинавські гори);
- герцинської (Іберійський масив, Центральний масив, Воґези, Арденни, Урал);
- альпійської (Піренеї, Альпи, Апенніни, Карпати, Стара Планина, Динарські гори, Кримські гори).

Найбільші рівнини: Східно-Європейська рівнина, Причорноморська низовина, Паданська рівнина, Паризький басейн.
Активні вулкани: Гекла, Везувій, Етна, Стромболі.
Найбільше озер у північній частині Європи; найглибші — біля підніжжя Альп (Комо, Ґарда, Женевське, Боденське). Озера площею понад 5100 км² розташовані у Східній Європі: Ладозьке, Онезьке, Чудське. Найбільші річки (довжиною понад 800 км): Волга, Дунай, Дніпро, Урал, Дон, Печора, Дністер, Рейн, Луара, Ельба, Вісла, Одра, Прут, Рона.
Льодовики поширені на островах Шпіцберґен, Нова Земля та Ісландія, а також в Альпійських і Скандинавських горах (разом 120 тис. км²).

### Географічний центр

Основні відповідно до.

Розташування центру залежить від визначення меж Європи, а також від методики підрахунку, а також від того, чи включають віддалені острови в список крайніх точок Європи чи ні. Отож на звання географічного центру Європи претендують декілька місць. Окрім України, де центром Європи вважається точка біля села Ділове неподалік Рахова, на місце розташування центру Європи претендують також Литва, Словаччина, Білорусь, Польща та деякі інші країни. Книга рекордів Гіннеса визнає село Пурнушкяй за 26 км на північ від Вільнюса (Литва) «офіційним» географічним центром Європи.

### Геологія та металогенія

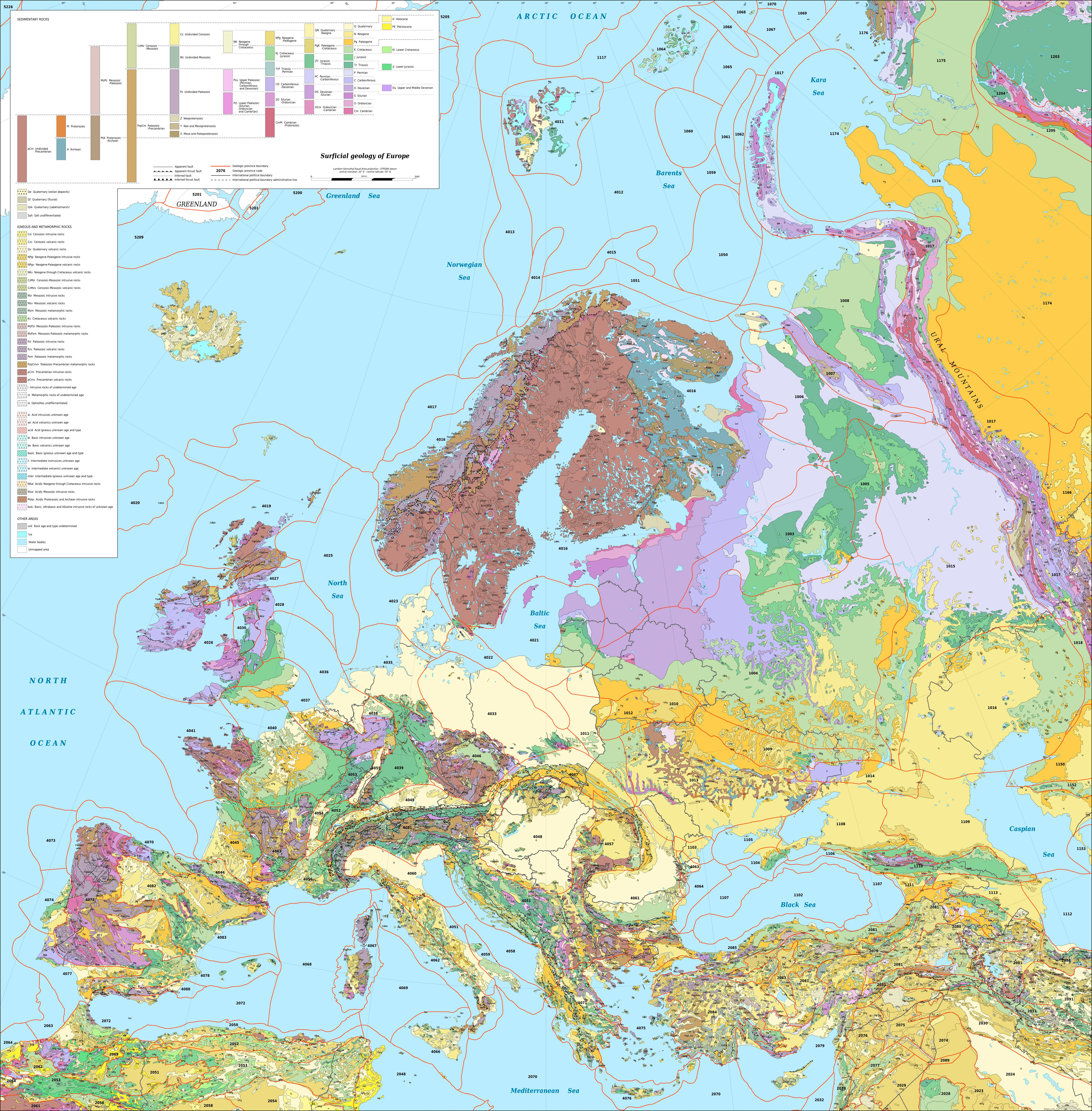
Поверхнева геологія Європи.

Геологічна історія Європи бере свій початок від утворення Балтійського щита (Фенноскандії) і Сарматського кратону, обидва близько 2,25 р. мільярдів років тому, а потім Волго-Уральського щита, три разом ведуть до Східноєвропейського кратону (≈ Балтії), який став частиною суперконтиненту Нуна. Близько 1.1 мільярдів років тому Балтія й Арктика (як частина Канадської платформи) об'єдналися в Родінію, пізніше розділившись близько 550 р. мільйонів років том. Близько 440 мільйонів років тому Лавразія утворилася з Балтії та Лаврентії; подальше з'єднання з Ґондваною призвело до утворення Пангеї. Близько 190 мільйонів років тому Ґондвана і Лавразія розділилися внаслідок розширення Атлантичного океану. Після цього сама Лавразія знову розділилася на Лаврентію (Північну Америку) і Євразійський континент. Сухопутний зв'язок між ними зберігався тривалий час через Ґренландію, що призвело до обміну видами тварин. Приблизно з 50 мільйонів років тому підвищення та зниження рівня моря визначили фактичну форму Європи та її зв'язки з такими континентами, як Азія. Сучасна форма Європи датується пізнім третинним періодом приблизно п'ять мільйонів років тому.
Геологія Європи надзвичайно різноманітна та складна, що породжує велику різноманітність ландшафтів по всьому континенту, від Шотландського нагір'я до холмистих рівнин Угорщини. Найбільш важливою особливістю Європи є дихотомія між високогірною та гірською Південною Європою та великою, частково підводною, північною рівниною, яка тягнеться від Ірландії на заході до Уральських гір на сході. Ці дві половини розділені гірськими ланцюгами Піренеїв та Альп / Карпат. Північні рівнини обмежені на заході Скандинавськими горами та гірськими частинами Британських островів. Основними мілководними водоймами, що занурюють частини північних рівнин, є Кельтське море, Північне море, комплекс Балтійського моря та Баренцеве море.
Північна рівнина містить старий геологічний континент Балтії, і тому її можна вважати геологічно «головним континентом», тоді як периферійні височини та гірські райони на півдні та заході є фрагментами різних інших геологічних континентів. Більша частина давньої геології Західної Європи існувала як частина стародавнього мікроконтиненту Авалонія.
Основні родовища корисних копалин: нафти і природного газу — в Північному морі, Баку, вугілля — Рурський, Верхньосілезький, Донецький, Печорський, Підмосковний басейни, залізних руд — Курська магнітна аномалія, Лотаринґія, північ Скандинавії, марганцевих руд — Нікопольське родовище; є також родовища кольорових металів, бокситів, кам'яної солі, соди.

### Клімат
Європа лежить переважно в помірному кліматичному поясі північної півкулі, де переважає західний напрямок вітру. Клімат м'якший порівняно з іншими районами на тій же широті в усьому світі через вплив Ґольфстриму, океанської течії, яка несе теплу воду з Мексиканської затоки через Атлантичний океан до Європи. Ґольфстрим називають «центральним опаленням Європи», тому що він робить клімат Європи теплішим і вологішим, ніж це було б за інших умов. Ґольфстрим не тільки несе теплу воду до європейського узбережжя, але й нагріває переважаючі західні вітри, які дмуть через континент з Атлантичного океану.

Мапа кліматичної класифікації Кеппена-Гейґера для Європи.

Таким чином, середня температура протягом року в Авейру становить 16 °C, тоді як у Нью-Йорку, який знаходиться майже на тій же широті, що межує з тим самим океаном, вона становить лише 13 °C. Берлін, Німеччина; Калгарі, Канада; й Іркутськ, на далекому південному сході Росії, лежать приблизно на одній широті; Середня температура січня в Берліні приблизно на 8 °C вища, ніж у Калгарі, і майже на 22 °C вище, ніж середня температура в Іркутську.
Особливе значення мають також великі водні маси Середземного моря, які вирівнюють середньорічну і добову температури. Води Середземного моря простягаються від пустелі Сахара до Альпійської дуги в її найпівнічнішій частині Адріатичного моря поблизу Трієста.
Загалом Європа холоднішає не лише на півночі порівняно з півднем, але й із заходу на схід. Клімат більш океанічний на заході і менш на сході.
Примітно, що середні температури найхолоднішого місяця, а також середньорічні температури падають із заходу на схід. Наприклад, у найхолодніший місяць року в Единбурзі тепліше, ніж у Белграді, хоча Белград знаходиться приблизно на 10° широти південніше.

#### Зміни клімату
Зміна клімату призвела до підвищення температури на 2,3 °C (2022) у Європі порівняно з доіндустріальним рівнем. Європа є континентом, що нагрівається найшвидше у світі. Клімат Європи стає теплішим через антропогенну діяльність. На думку міжнародних кліматичних експертів, підвищення глобальної температури не повинно перевищувати 2 °C, щоб запобігти найнебезпечнішим наслідкам зміни клімату; без скорочення викидів парникових газів це може статися до 2050 року. Зміна клімату має наслідки для всіх регіонів Європи, причому ступінь і характер впливу різняться на континенті. Вплив на європейські держави включає потепління погоди та збільшення частоти та інтенсивності екстремальних погодних умов, таких як хвилі спеки, що створює ризики для здоров'я та вплив на екосистеми. Європейські держави є основними джерелами глобальних викидів парникових газів, хоча Європейський Союз  та уряди кількох держав окреслили плани щодо пом'якшення наслідків зміни клімату та енергетичного переходу в XXI столітті, одним із яких є Європейська зелена угода. Європейським комісаром з питань клімату з 9 жовтня 2023 року є Вопке Гукстра.

### Рослинність

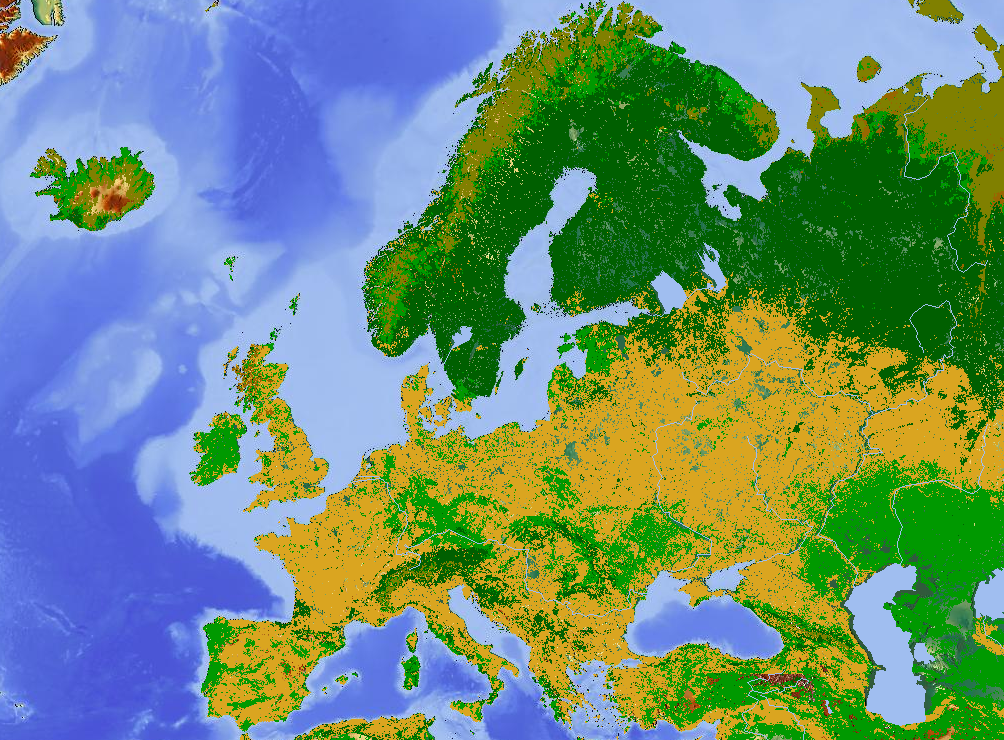
Мапа землекористування Європи з орними угіддями (жовтий), лісом (темно-зелений), пасовищами (світло-зелений) і тундрою або болотами на півночі (темно-жовтий)

Проживаючи пліч-о-пліч із землеробськими народами протягом тисячоліть, тварини та рослини Європи сильно постраждали від присутності та діяльності людей. За винятком Фенноскандії та півночі Росії, в Європі зараз знайдено небагато ділянок незайманої дикої природи, за винятком різних національних парків.
Основним природним рослинним покривом Європи є змішані ліси. Умови для росту дуже сприятливі. На півночі Ґольфстрим і Північноатлантичний дрейф зігрівають континент. Південна Європа має теплий, але м'який клімат. У цьому регіоні часті літні посухи. Гірські хребти також впливають на умови. Деякі з них, такі як Альпи та Піренеї, орієнтовані на схід-захід і дозволяють вітру переносити великі маси води з океану в глиб. Інші орієнтовані на південь-північ (Скандинавські гори, Динариди, Карпати, Апенніни), і оскільки дощі випадають переважно на схилі гір, які спрямовані до моря, ліси добре ростуть з цього боку, тоді як з іншого боку умови набагато менш сприятливий. Кілька куточків материкової Європи колись не паслися худобою, а вирубка доземлеробського лісового середовища призвела до руйнування первісних екосистем рослин і тварин.

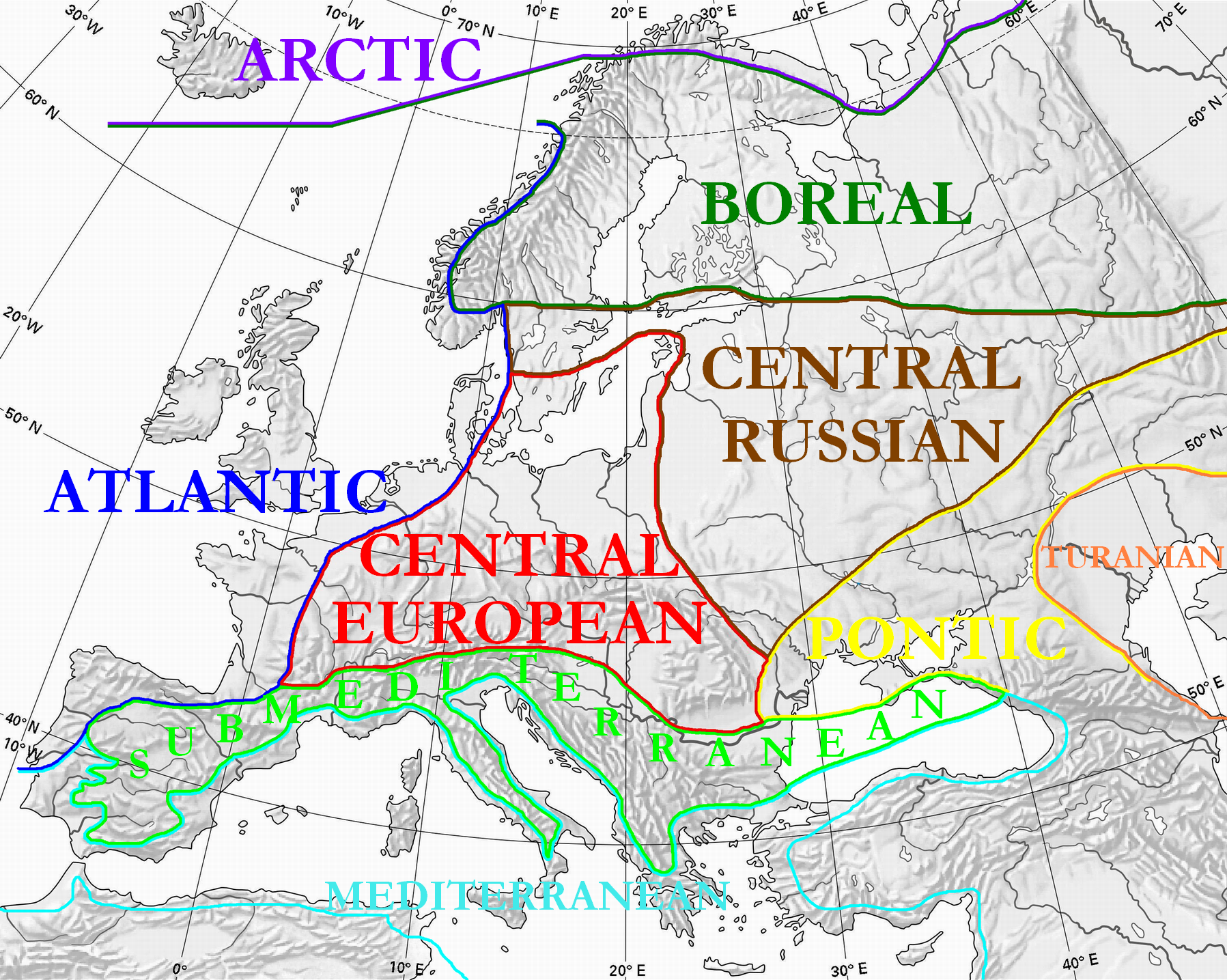
Флористичні регіони Європи та сусідніх територій, за Вольфгангом Фраєм і Райнером Лешем.

Можливо, колись від 80 до 90 відсотків території Європи було вкрито лісами. Він простягався від Середземного моря до Північного Льодовитого океану, хоча більше половини первинних лісів Європи зникло через століття вирубки лісів. Останнім часом вирубка лісів сповільнилася, і було висаджено багато дерев. Однак у багатьох випадках монокультурні плантації хвойних порід замінили первісний змішаний природний ліс, оскільки вони ростуть швидше. Зараз плантації охоплюють величезні площі землі, але є гіршими середовищами існування для багатьох європейських лісових видів, які потребують суміші деревних порід і різноманітної структури лісу. Кількість природних лісів у Західній Європі становить лише 2–3 % і менше, тоді як у Західній Росії — 5–10 %. Європейською державою з найменшим відсотком лісистої території є Ісландія (1 %), а найбільш лісистою країною є Фінляндія (77 %).
У помірній зоні Європи переважають змішані ліси, що містять як широколистяні, так і хвойні породи дерев. Найважливішими породами в Центральній і Західній Європі є бук і дуб. На півночі тайга — змішаний ялиново — сосново — березовий ліс; північніше в межах Росії та крайньої північної Скандинавії тайга змінюється місцем тундри з наближенням до Арктики. У Середземномор'ї висаджено багато оливкових дерев, які дуже добре пристосовані до його посушливого клімату; Кипарис вічнозелений також широко висаджується в південній Європі. У напівзасушливому середземноморському регіоні багато чагарникових лісів. Вузький східно-західний язик євразійських полів (степу) тягнеться на захід від України, закінчується в Угорщині та перетинає тайгу на півночі.

### Тваринний світ

Біогеографічні регіони Європи та прикордонні регіони.

Зледеніння під час останнього льодовикового періоду та присутність людини вплинули на розподіл європейської фавни. Що стосується тварин, то в багатьох частинах Європи на більшість великих тварин і найвищих видів хижаків полювали до їхнього знищення. Мамут найвеличніший вимер ще до кінця неоліту. Сьогодні вовки (м'ясоїдні) і ведмеді (всеїдні) знаходяться під загрозою зникнення. Колись вони зустрічалися на більшій частині Європи. Однак вирубка лісів і полювання змусили цих тварин відступати все далі і далі. До середньовіччя місця проживання ведмедів були обмежені більш-менш важкодоступними горами з достатнім лісовим покривом. Сьогодні бурий ведмідь живе переважно на Балканському півострові, у Скандинавії та Російській Федерації; невелика кількість також зберігається в інших державах Європи (Австрія, Піренеї, Україні тощо), але в цих районах популяції бурих ведмедів фрагментовані та маргіналізовані через знищення середовища їх існування. Крім того, білих ведмедів можна зустріти на Шпіцбергені, норвезькому архіпелазі далеко на північ від Скандинавії. Вовка, другого за величиною хижака в Європі після бурого ведмедя, можна зустріти в основному в Центральній та Східній Європі та на Балканах, з невеликою кількістю зграй Західної Європи (Скандинавія, Іспанія тощо).

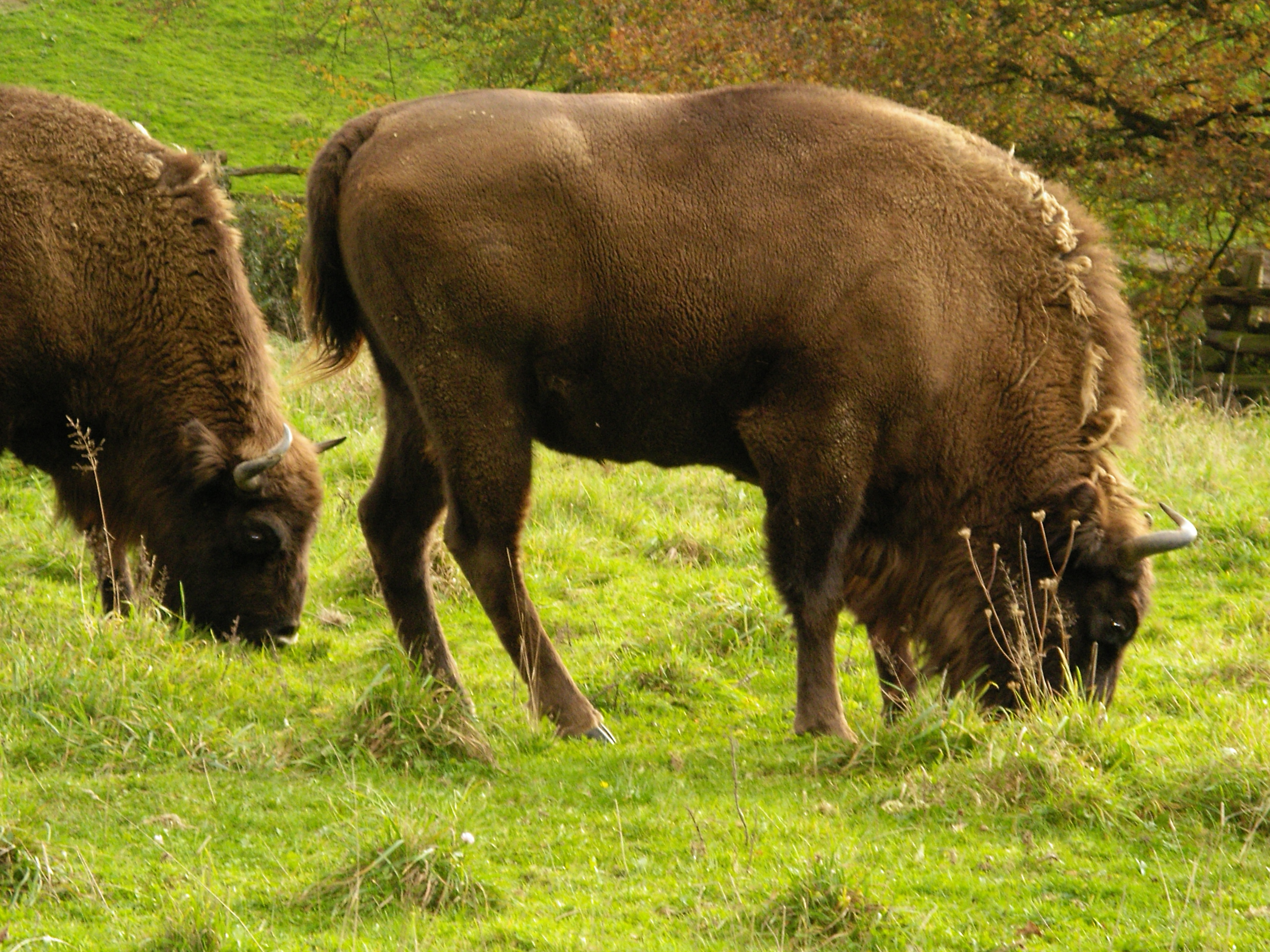
Колись зубри блукали великими помірними лісами Євразії, а зараз живуть у заповідниках у Біловезькій пущі, на кордоні між Польщею та Білоруссю.

Інші хижі тварини включають європейську дику кішку, червону лисицю та песця, золотистого шакала, різні види куниць, європейського їжака, різні види плазунів (наприклад, змій, таких як гадюки та вужі) і земноводних, а також різних птахів (сови, яструби та інші хижі птахи).
Важливими європейськими травоїдними тваринами є равлики, личинки, риба, різні птахи та ссавці, такі як гризуни, олені та козулі, кабани та мешканці гір, бабаки, стейнбоки, серни та інші. Деякі комахи, такі як сонцевик кропив'яний, додають біорізноманіття.
Морські істоти також є важливою частиною європейської флори та фавни. Морська флора представлена переважно фітопланктоном. Важливими тваринами, які живуть у європейських морях, є зоопланктон, молюски, голкошкірі, різні ракоподібні, кальмари та восьминоги, риби, дельфіни та кити.
Біорізноманіття в Європі охороняється Бернською конвенцією Ради Європи, яку також підписали Європейська економічна спільнота та неєвропейські держави.

### Фізико-географічне районування
Незважаючи на невеликі розміри Європи, на її території простежуються значні контрасти рельєфу, клімату, ґрунтів, біоти та ландшафтів. Особливості окремих регіонів формувалися під впливом складної геологічної історії, тектонічних рухів, діяльності льодовиків та інших природних чинників. Європейський субконтинент наразі поділяють на 7(8) фізико-географічних країн:
- Північна Європа (охоплює Скандинавський півострів, Фінляндію, Ісландію, північні частини Данії та Прибалтики; геологічну основу регіону утворює Балтійський щит — найдавніша частина Східноєвропейської платформи, сформована з кристалічних порід; рельєф переважно горбистий, з численними льодовиковими формами — моренами, камами, озами, фіордами; клімат переважно помірно морський з елементами континентальності на півдні; ґрунти підзолисті та болотні; на півночі поширені тундрові ландшафти, південніше — тайга);
- Західна Європа (охоплює Францію, Бельгію, Нідерланди, Велику Британію та Ірландію; переважає рівнинний та низькогірний рельєф; клімат океанічний з м'якими зимами, вологим літом і рівномірними опадами; ґрунти бурі лісові та дерново-підзолисті; на місці колишніх широколистяних лісів поширені переважно культурні ландшафти);
- Центральна Європа (охоплює Німеччину, Швейцарію, Австрію, Чехію, Словаччину, Польщу та частково Угорщину; рельєф на півночі рівнинний, у центральній і південній частинах поширені низько- і середньогір'я; клімат помірно континентальний із впливом океанічних повітряних мас; ґрунти бурі лісові та сірі лісові, у передгір'ях — перегнійно-карбонатні; природна рослинність представлена переважно буково-дубовими та хвойними лісами, проте значну частину території займають культурні ландшафти);
- Південна Європа (Середземномор'я) (охоплює Піренейський, Апеннінський, Балканський півострови, а також південні райони Франції; рельєф переважно гірський, пов'язаний із структурами Альпійської геосинклінальної області; тут розташовані Альпи, Піренеї, Апенніни, Балкани, Карпати та численні вулкани; клімат середземноморський, із м’якою вологою зимою та спекотним сухим літом, у гірських районах — з холоднішими зимами та значною кількістю опадів; ґрунти: червоноземи, коричневі та сірі ґрунти; природна рослинність представлена вічнозеленими чагарниками (маквіс, гаррига), сосновими та дубовими лісами; на рівнинах і узбережжях переважають культурні ландшафти з плантаціями олив, винограду, цитрусових). Як окремий регіон іноді розглядають Альпійсько-Карпатську гірську країну;
- Східна Європа (Східноєвропейська рівнина) (займає більшу частину субконтиненту і охоплює Україну, Білорусь, Молдову, європейську частину Росії, а також південні частини Данії та Прибалтики; основою є Східноєвропейська рівнина, що сформувалася на давній докембрійській платформі; рельєф переважно рівнинний, розчленований річковими долинами та ерозійними формами, місцями з підняттями у вигляді височин; клімат континентальний з холодною зимою та теплим літом, контрастніший на півночі і на півдні; яскраво виражена широтна зональність — від тундри на півночі країни до напівпустель на півдні);
- Кримсько-Кавказька гірська країна належить до Альпійського складчастого поясу (охоплює глибово-складчасте підняття Великого Кавказу, хребти Малого Кавказу з розташованими між ними тектонічними западинами, а також Гірський Крим; країна розташована на стику рівних ландшафтних зон і відрізняється великим різноманіттям ландшафтів — від вологих широколистяних і субтропічних ландшафтів до альпійських лук і льодовиків);
- Уральсько-Новоземельська гірська країна — герцинська невисока складчаста споруда, що зазнала тривалу денудацію і новітні підняття, витягнуті в меридіональному напрямі від Арктики до напівпустель; переважають полярно-пустельні, тундрові та тайгові ландшафти).

## Історія

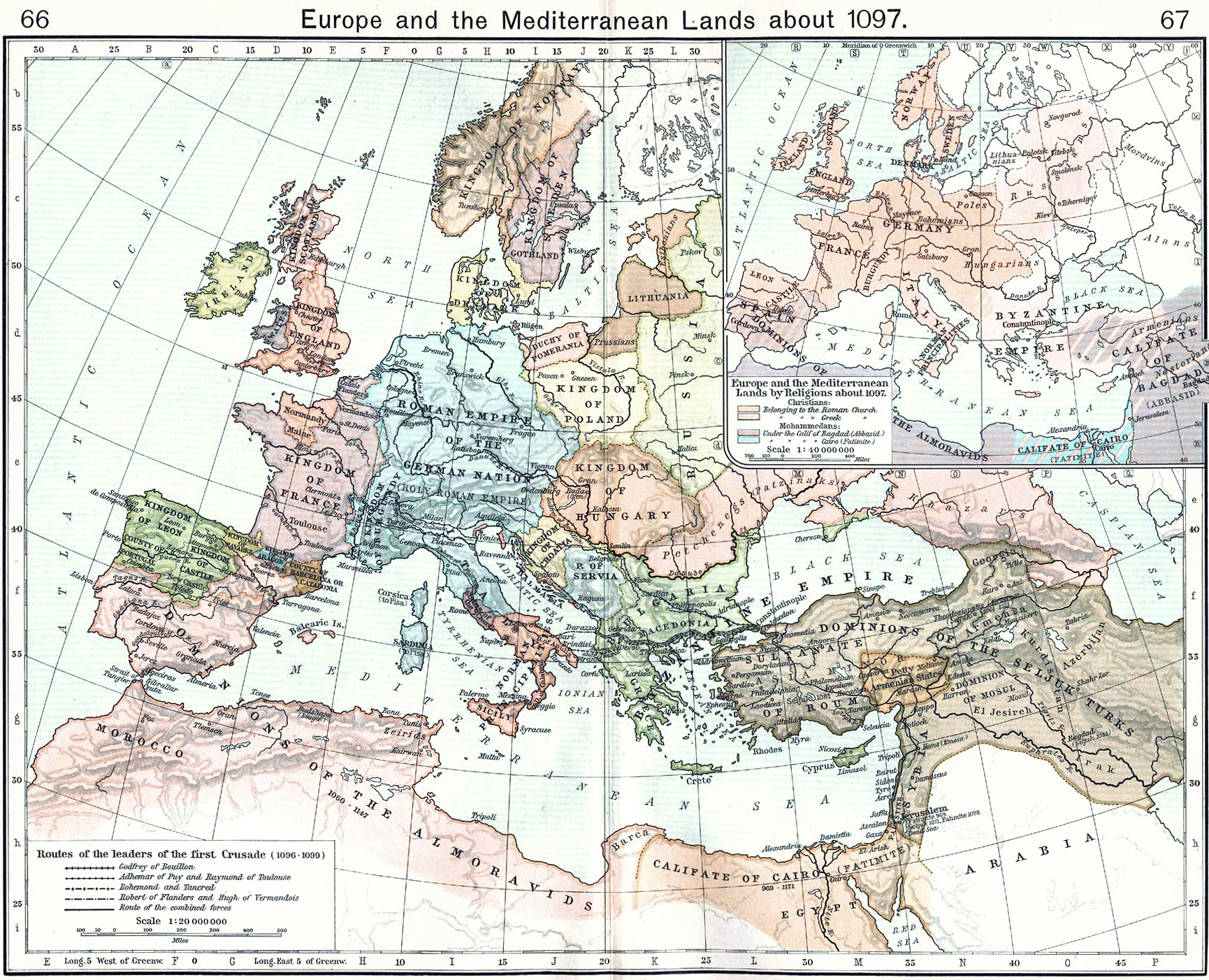
Європа у 1097-у році. Історичний атлас Вільяма Роберта Шеперда, 1911

### Преісторія

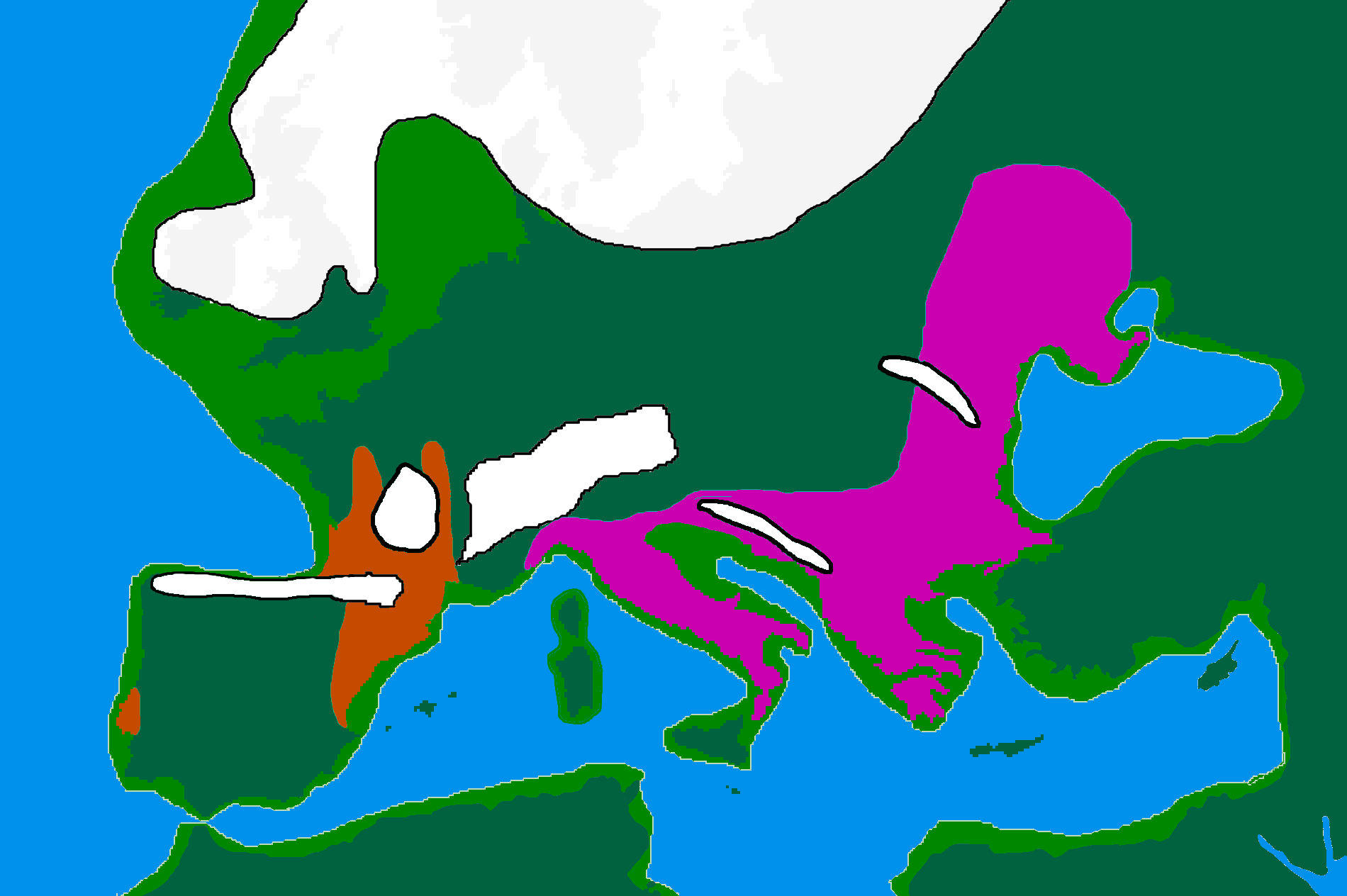
, бл. 20 000 років тому
Солютрейська культура
Епіграветська культура

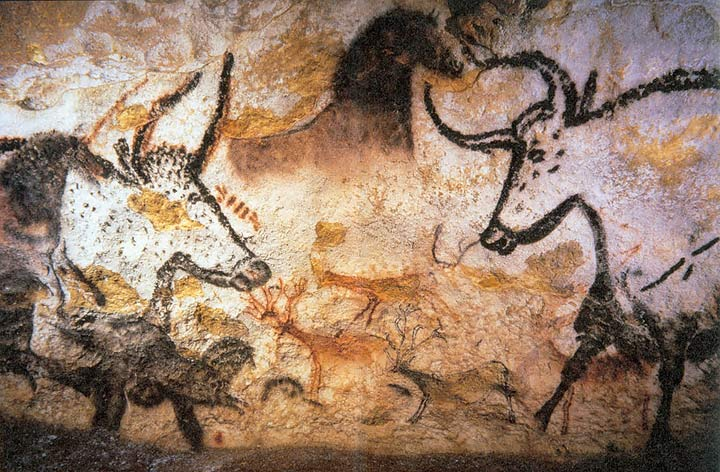
Палеолітичні наскальні малюнки з Ласко у Франції (прибл. 15 000 р. до н. е.)

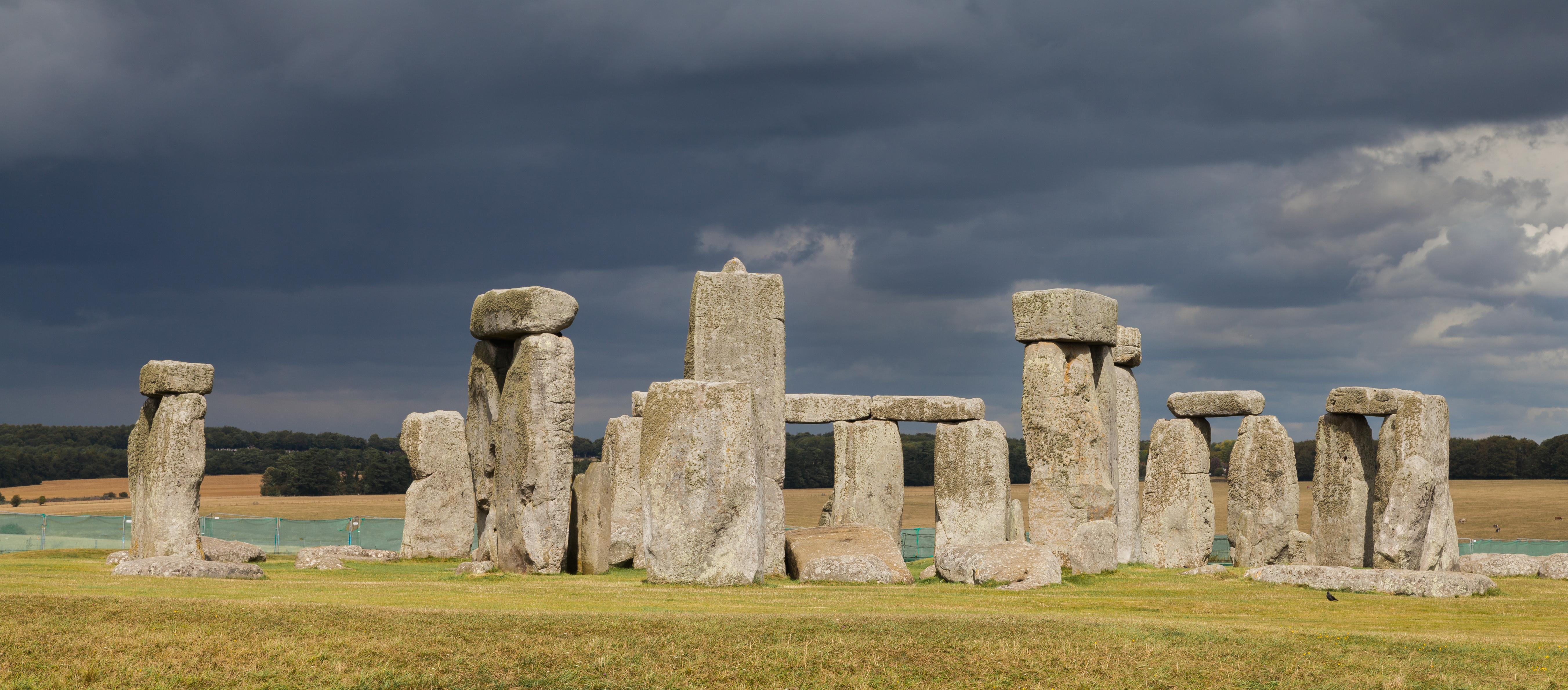
Стоунгендж у Сполученому Королівстві (пізній неоліт з 3000 по 2000 рік до н. е.)

Європа була незаселеною людьми досить довго. Людина грузинська, яка жила приблизно 1,8 мільйона років тому в Грузії, є найдавнішим гомініном, виявленим у Європі. Інші останки гомінідів, які датуються приблизно 1 мільйоном років, були виявлені в Атапуерці, Іспанія. Неандерталець (названий на честь долини Неандерталь у Німеччині) з'явився в Європі 150 000 років тому (115 000 років тому він зустрічається вже на території сучасної Польщі). Неандертальців витіснили сучасні люди (кроманьйонці), які, можливо, з'явилися в Європі приблизно 43 000–40 000 років тому. Однак є також докази того, що Homo sapiens прибули до Європи 54 000 років тому, приблизно на 10 000 років раніше, ніж вважалося раніше. Найдавніші стоянки в Європі, датовані 48 000 років тому, — це Ріпаро-Мокі (Італія), Гейссенклостерле (Німеччина) та Істуріц (Франція).
Європейський період неоліту, відзначений вирощуванням зернових культур і розведенням худоби, збільшенням кількості поселень і широким використанням кераміки, розпочався приблизно в 7000 р. до н . . Вона поширилася з Балкан уздовж долин Дунаю та Рейну (культура лінійної кераміки) та уздовж узбережжя Середземного моря (культура Кардіал). Між 4500 і 3000 роками до нашої ери ці центральноєвропейські неолітичні культури розвивалися далі на захід і північ, передаючи нещодавно набуті навички виробництва мідних артефактів. У Західній Європі період неоліту характеризувався не великими сільськогосподарськими поселеннями, а польовими пам'ятками, такими як огорожі, кургани та мегалітичні гробниці . Розквіт культурного горизонту шнурової кераміки досяг на переході від неоліту до енеоліту . У цей період гігантські мегалітичні пам'ятники, такі як мегалітичні храми Мальти та Стоунхендж, були побудовані по всій Західній та Південній Європі.
Сучасне корінне населення Європи в основному походить від трьох різних ліній: мезолітичні мисливці-збирачі, що походять від популяцій, пов'язаних з палеолітичною епіграветською культурою; Неолітичні ранньоєвропейські фермери, які мігрували з Анатолії під час неолітичної революції 9000 років тому; та скотарі Ямного степу, які прийшли до Європи з Понтійсько-Каспійського степу України в контексті індоєвропейських міграцій 5000 років тому. Бронзова дома в Європі розпочалася бл. 3200 рік до нашої ери в Греції з Мінойською цивілізацією на Криті, першою розвиненою цивілізацією в Європі. За мінойцями пішли мікенці, які раптово занепали близько 1200 р. до н. е., поклавши початок європейській залізній добі. Колонізація залізного віку греками та фінікійцями дала початок раннім середземноморським містам. Італія та Греція раннього залізного віку приблизно з VIII століття до н. е. поступово дали початок історичній класичній античності, початок якої іноді датують 776 р. до н. е., роком перших Олімпійських ігор.

### Класична античність

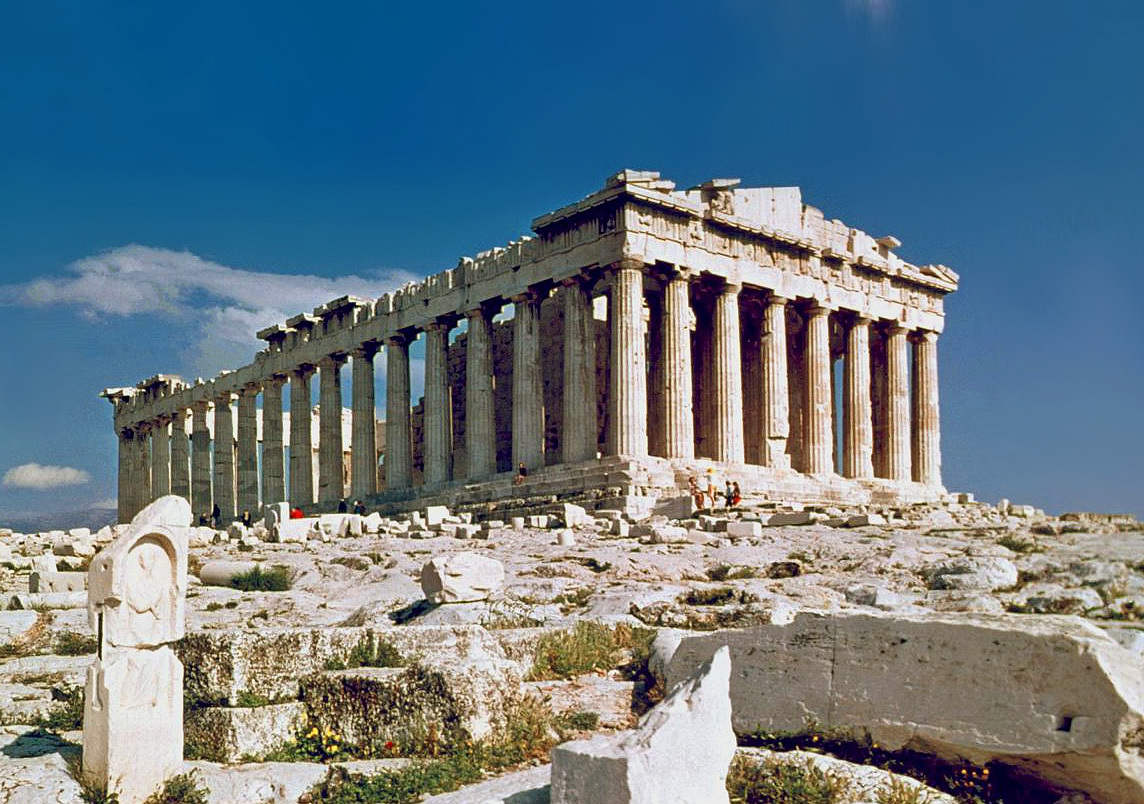
Партенон в Атенах (432 р. до н. е.).

Стародавня Греція була основоположником культури західної цивілізації. Західну демократичну та раціоналістичну культуру часто приписують Стародавній Греції. Грецьке місто-держава, поліс, було основною політичною одиницею класичної Греції. У 508 році до нашої ери Клістен запровадив першу в світі демократичну систему правління в Атенах. Грецькі політичні ідеали були заново відкриті наприкінці XVIII століття європейськими філософами та ідеалістами. Греція також внесла багато культурних внесків: у філософію, гуманізм і раціоналізм за Арістотеля, Сократа та Платона; в історії з Геродотом і Фукідідом; у драматичному й оповідальному вірші, починаючи з епічних поем Гомера; у драмі з Софоклом і Евріпідом; в медицині з Гіппократом і Галеном; і в науці з Пітагором, Евклідом і Архімедом. Протягом V століття до нашої ери кілька грецьких міст-держав зупинили просування персів Ахеменідів у Європу під час греко-перських воєн, які вважаються ключовим моментом у світовій історії (див. також Золоте століття Перікла).

Анімація, що демонструє зростання та поділ Стародавнього Риму (роки н. е.).

За Грецією пішов Рим, який залишив свій відбиток на законодавстві, політиці, мові, інженерії, архітектурі, управлінні та багатьох інших ключових аспектах західної цивілізації. До 200 року до нашої ери Рим підкорив Італію, а протягом наступних двох століть він підкорив Грецію, Іспанію (Іспанія та Португалія), узбережжя Північної Африки, більшу частину Близького Сходу, Галлію (Франція та Бельгія) та Британію (Англія та Уельс).
Розширюючись зі своєї бази в центральній Італії, починаючи з третього століття до нашої ери, римляни поступово розширювалися, і зрештою почали панувати над усім Середземноморським басейном і Західною Європою на рубежі тисячоліть. Римська республіка припинила існування в 27 році до нашої ери, коли Август проголосив Римську імперію. Наступні два століття відомі як Pax Romana, період безпрецедентного миру, процвітання та політичної стабільності в більшій частині Європи. Імперія продовжувала розширюватися за таких імператорів, як Антонін Пій і Марк Аврелій, які проводили час на північному кордоні Імперії, воюючи з германськими, піктськими та шотландськими племенами. Християнство було легалізовано Костянтином I у 313 році нашої ери після трьох століть імперських переслідувань. Костянтин також остаточно переніс столицю імперії з Риму до міста Візантій (сучасний Стамбул), яке було перейменовано на Константинополь на його честь у 330 році нашої ери. Християнство стало єдиною офіційною релігією імперії в 380 р. н. е., а в 391—392 рр. н. е. імператор Теодосій оголосив язичницькі релігії поза законом. Іноді це вважається знаменуванням кінця античності; альтернативно вважається, що античність закінчилася з падінням Західної Римської імперії в 476 р. н. закриття язичницької Платонівської академії в Атенах у 529 р. н. е.; або піднесення ісламу на початку VII століття н. е. Протягом більшої частини свого існування Візантійська імперія була однією з наймогутніших економічних, культурних і військових сил Європи.

### Раннє середньовіччя
Під час занепаду Римської імперії Європа вступила в тривалий період змін, який історики називають «великим переселенням народів». Відбулися численні вторгнення та міграції остготів, вестготів, готів, вандалів, гунів, франків, англів, саксів, слов'ян, аварів, булгар, варягів, печенігів, половців та мадярів. Такі мислителі епохи Відродження, як Франческо Петрарка, пізніше називатимуть це «темними віками».
Ізольовані чернечі громади були єдиним місцем для збереження та компіляції письмових знань, накопичених раніше; окрім цього, збереглося дуже мало письмових пам'яток. Значна частина літератури, філософії, математики та іншого мислення класичного періоду зникла із Західної Європи, хоча вони збереглися на сході, у Візантійській імперії.
У той час як Римська імперія на заході продовжувала занепадати, римські традиції та римська держава залишалися сильними в переважно грекомовній Східній Римській імперії, також відомій як Візантійська імперія. Протягом більшої частини свого існування Візантійська імперія була наймогутнішою економічною, культурною та військовою силою Європи. Імператор Юстиніан I очолював першу золоту добу Константинополя: він заснував правовий кодекс, який є основою багатьох сучасних правових систем, профінансував будівництво собору Святої Софії та поставив Християнську церкву під контроль держави.
Починаючи з VII століття, коли візантійці та сусідні сасанідські перси були сильно ослаблені через тривалі, багатовікові та часті візантійсько-сасанідські війни, араби-мусульмани почали проникати на історично римську територію, захоплюючи Левант і Північну Африку та здійснюючи вторгнення в Анатолію. У середині VII століття, після арабського завоювання Персії, іслам проник на Кавказ. Протягом наступних століть мусульманські війська захопили Кіпр, Мальту, Крит, Сицилію та частину південної Італії. Між 711 і 720 роками більшість земель Вестготського королівства Іберії були передані під правління мусульман, за винятком невеликих територій на північному заході (Астурія) і переважно баскських регіонів у Піренеях. Ця територія під арабською назвою Аль-Андалус стала частиною розширюваного Омеядського халіфату. Друга невдала облога Константинополя (717) послабила династію Омейядів і знизила їх престиж. Потім Омейяди зазнали поразки від франкського вождя Карла Мартела в битві при Пуатьє в 732 році, яка завершила їх просування на північ. У віддалених районах північно-західної Іберії та середніх Піренеїв влада мусульман на півдні майже не відчувалася. Саме тут були закладені основи християнських королівств Астурії, Леона та Галісії, звідки почалося відвоювання Піренейського півострова. Однак скоординованих спроб вигнати маврів не було зроблено. Християнські королівства головним чином були зосереджені на власній внутрішній боротьбі за владу. У результаті реконкіста зайняла більшу частину восьмисот років, протягом якого довгий список Альфонсів, Санчосів, Ордоньосів, Раміросів, Фернандосів і Бермудосів боролися зі своїми християнськими суперниками так само, як і з мусульманськими загарбниками.

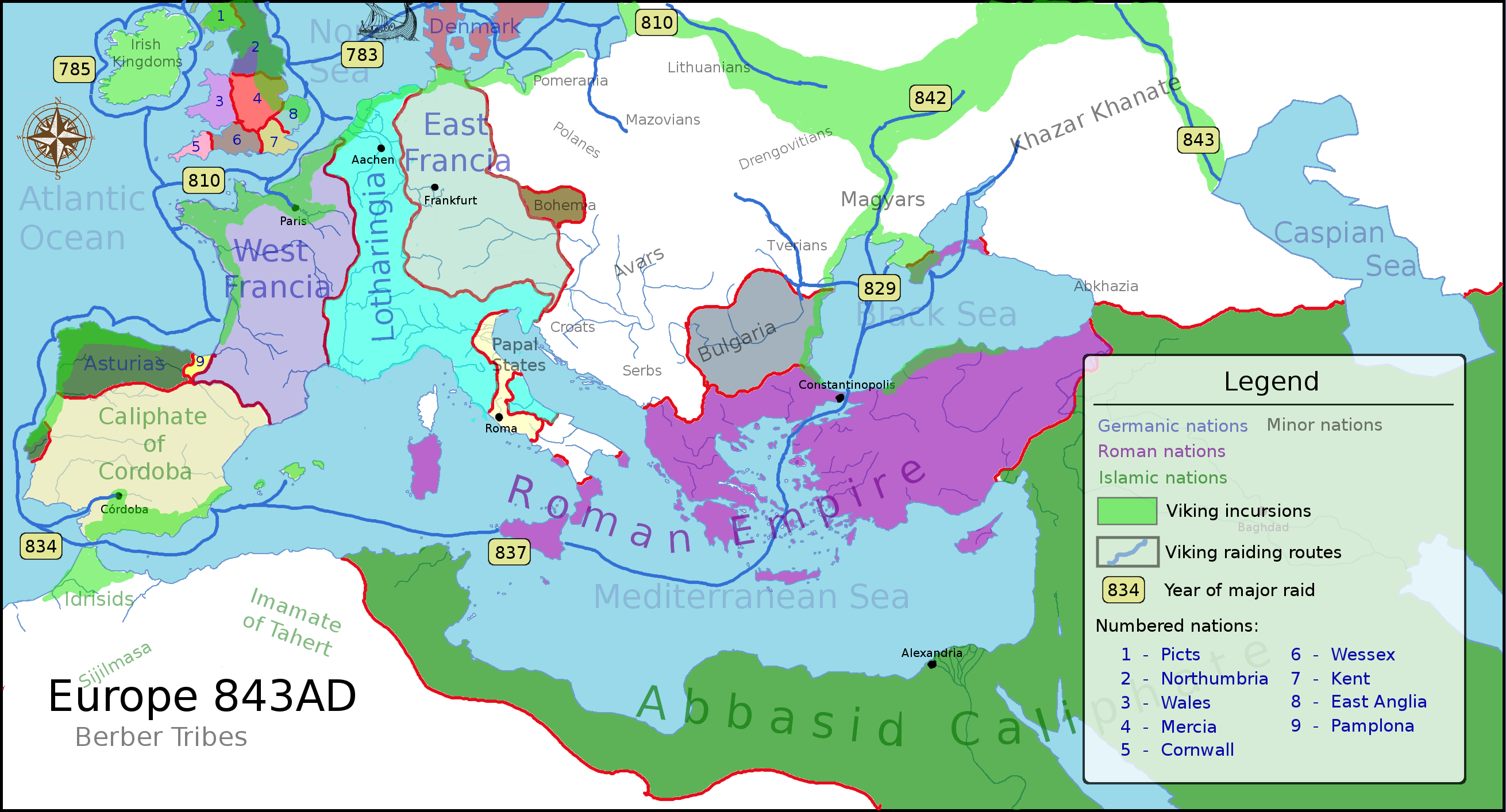
Набіги вікінгів і поділ Франкської імперії за Верденським договором у 843 році

У темні віки Західна Римська імперія опинилася під контролем різних племен. Германські та слов'янські племена заснували свої держави відповідно в Західній і Східній Європі. Згодом франкські племена об'єдналися під керівництвом Хлодвіга I. Карл I Великий, франкський король з династії Каролінгів, який підкорив більшу частину Західної Європи, був помазаний Папою на імператора Священної Римської імперії у 800 році. У 962 році це призвело до заснування Священної Римської імперії, центром якої стали німецькі князівства Центральної Європи.
У Центрально-Східній Європі були створені перші слов'янські держави та прийнято християнство (прибл. 1000 рік). Могутня західнослов'янська держава Велика Моравія поширила свою територію аж на південь до Балкан, досягнувши найбільших територій за часів Святополка I і спричинивши серію збройних конфліктів зі Східною Франкією. Далі на південь перші південнослов'янські держави виникли наприкінці VII та VIII століття та прийняли християнство: Перше Болгарське царство, Сербське князівство (пізніше Королівство та імперія) та Герцогство Хорватія (пізніше Королівство Хорватія). На схід Київська Русь розширювалася зі своєї столиці в Києві, аби стати найбільшою державою Європи до X століття. У 988 році Володимир І Великий прийняв християнство візантійського обряду як державну релігію. Далі на схід Волзька Болгарія стала ісламською державою в XX столітті, але зрештою була поглинена Росією через кілька століть.

### Високе та пізнє середньовіччя

Морські республіки середньовічної Італії відновили контакти між Європою, Азією та Африкою за допомогою розгалужених торговельних мереж і колоній у Середземному морі та відіграли важливу роль у Хрестових походах.

Період між 1000 і 1250 роками відомий як Високе середньовіччя, за яким слідує Пізнє середньовіччя до бл. 1500.
Протягом Середньовіччя населення Європи значно зросло, досягнувши кульмінації в епоху Відродження XII століття. Економічне зростання разом із відсутністю безпеки на материкових торговельних шляхах уможливило розвиток основних торгових шляхів уздовж узбережжя Середземного та Балтійського морів. Зростаюче багатство та незалежність, набуті деякими прибережними містами, дали Морським республікам провідну роль на європейській арені.
У середньовіччі на материку домінували два верхні ешелони соціальної структури: знать і духовенство. Феодалізм розвинувся у Франції в ранньому середньовіччі і незабаром поширився по всій Європі. Боротьба за вплив між шляхтою і монархією в Англії призвела до написання Великої хартії вольностей і створення парламенту. Основним джерелом культури цього періоду була Латинська церква. Через монастирі та катедральні школи Латинська церква відповідала за освіту в більшій частині Європи.

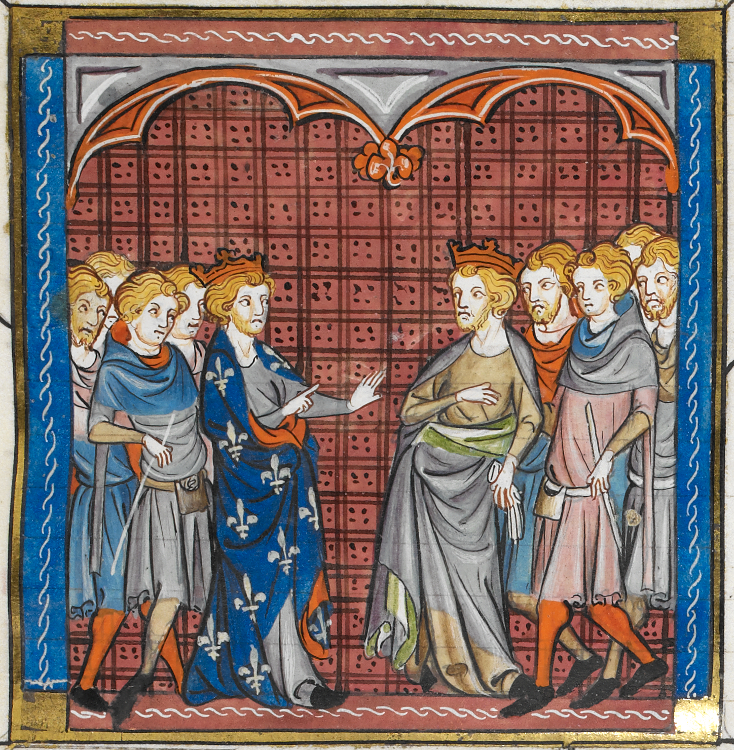
Танкред Сицилійський і Філіп II Французький під час Третього хрестового походу (1189—1192)ю=.

Папство досягло вершини своєї могутности в епоху Середньовіччя. Великий розкол Християнської церкви 1054 року призвів до релігійного розколу колишньої Римської імперії на Східну православну церкву у Візантійській імперії та Римо-католицьку церкву в колишній Західній Римській імперії. У 1095 році папа Урбан II закликав до хрестового походу проти мусульман, які окупували Єрусалим і Святу Землю. У самій Європі Латинська церква організувала інквізицію проти єретиків. На Піренейському півострові реконкіста завершилася падінням Гранади в 1492 році, поклавши край ісламському правлінню на південно-західному півострові, яке тривало понад сім століть.
На сході відроджена Візантійська імперія відвоювала у мусульман Крит, Кіпр і Балкани. Константинополь був найбільшим і найбагатшим містом Європи з IX по XII століття з населенням приблизно 400 000 осіб. Імперія була ослаблена після поразки під Манцикертом і була значно ослаблена падінням Константинополя в 1204 році під час Четвертого хрестового походу, коли замість Візантійської імперії була утворена Латинська імперія. Імператор Нікеї Михаїл VIII Палеолог відвоював Константинополь у 1261 році, відновлена Візантійська імперія однаково впала в 1453 році, коли Константинополь був остаточно захоплений Османською імперією.

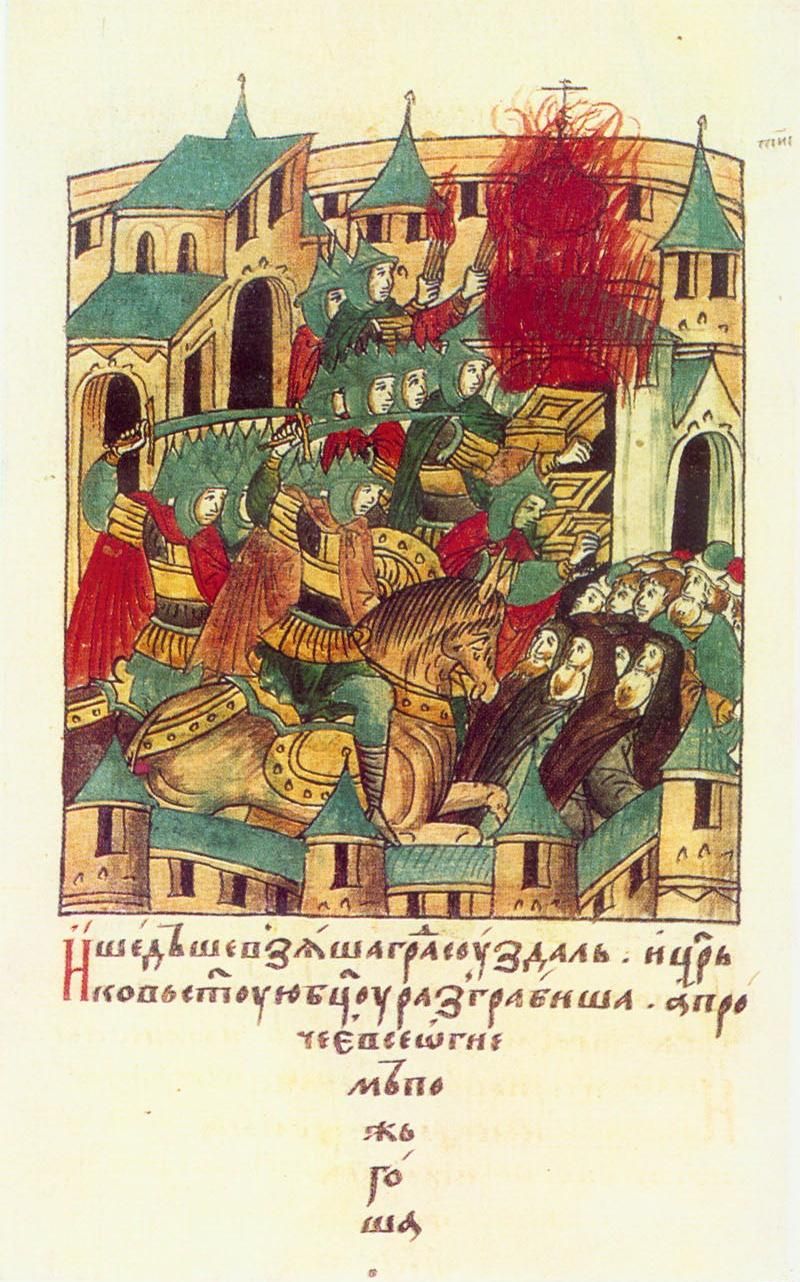
Пограбування Суздаля ханом Батиєм у 1238 році під час монгольської навали на Європу (1220–1240-ті роки).

У XI—XIIстоліттях постійні вторгнення кочових тюркських племен, таких як печеніги та половці-кипчаки, спричинили масову міграцію слов'янського населення до безпечніших лісистих регіонів півночі та тимчасово призупинили експансію Київської Руси на південь і схід. Як і багато інших частин Євразії, ці території були захоплені монголами. Загарбники, які стали відомі як татари, були переважно тюркомовними народами під монгольським сюзеренітетом. Вони заснували державу Золоту Орду з центром у Криму, яка пізніше прийняла іслам як релігію, і панувала над сучасною південною та центральною Росією більше трьох століть. Після розпаду монгольських панувань у XIV столітті виникли перші румунські держави (князівства): Молдавське князівство та Волоське князівство. Раніше ці території перебували під послідовним контролем печенігів і половців. З XII по XV століття Велике Московське князівство виросло з невеликого князівства під владою монголів до найбільшої держави в Європі, скинувши монголів у 1480 році, і зрештою перетворившись на Московське царство. Держава була зміцнена за Івана III Великого та Івана Грозного, неухильно розширюючись на схід і південь протягом наступних століть. Зокрема, московити оголосили себе збирачами руської землі для суперництва з Великим князівством Литовським. До цього відбувалися владимиро-новгородські війни та московсько-новгородські війни, які закінчилися падінням Новгородської республіки (див. також Новгородський погром).
Великий голод 1315—1317 років був першою кризою, яка вразила Європу в пізньому Середньовіччі. Найбільші втрати припали на період між 1348 і 1420 роками. Населення Франції скоротилося вдвічі. Середньовічна Британія була вражена 95 голодоморами, а Франція постраждала від наслідків 75 або більше за той самий період. У середині XIV століття Європа була спустошена чорною смертю, однією з найбільш смертоносних пандемій в історії людства, яка забрала життя приблизно 25 мільйонів людей лише в Європі — третина населення Європи на той час.
Чума мала руйнівний вплив на соціальну структуру Європи; воно спонукало людей жити миттю, як проілюстрував Джованні Боккаччо в «Декамероні» (1353). Це було серйозним ударом для Латинської церкви та призвело до посилення переслідувань євреїв, жебраків і прокажених. Вважається, що чума поверталася кожне покоління з різною вірулентністю та смертністю аж до XIX століття. У цей період Європою прокотилося понад 100 епідемій чуми.

### Ранній новий період

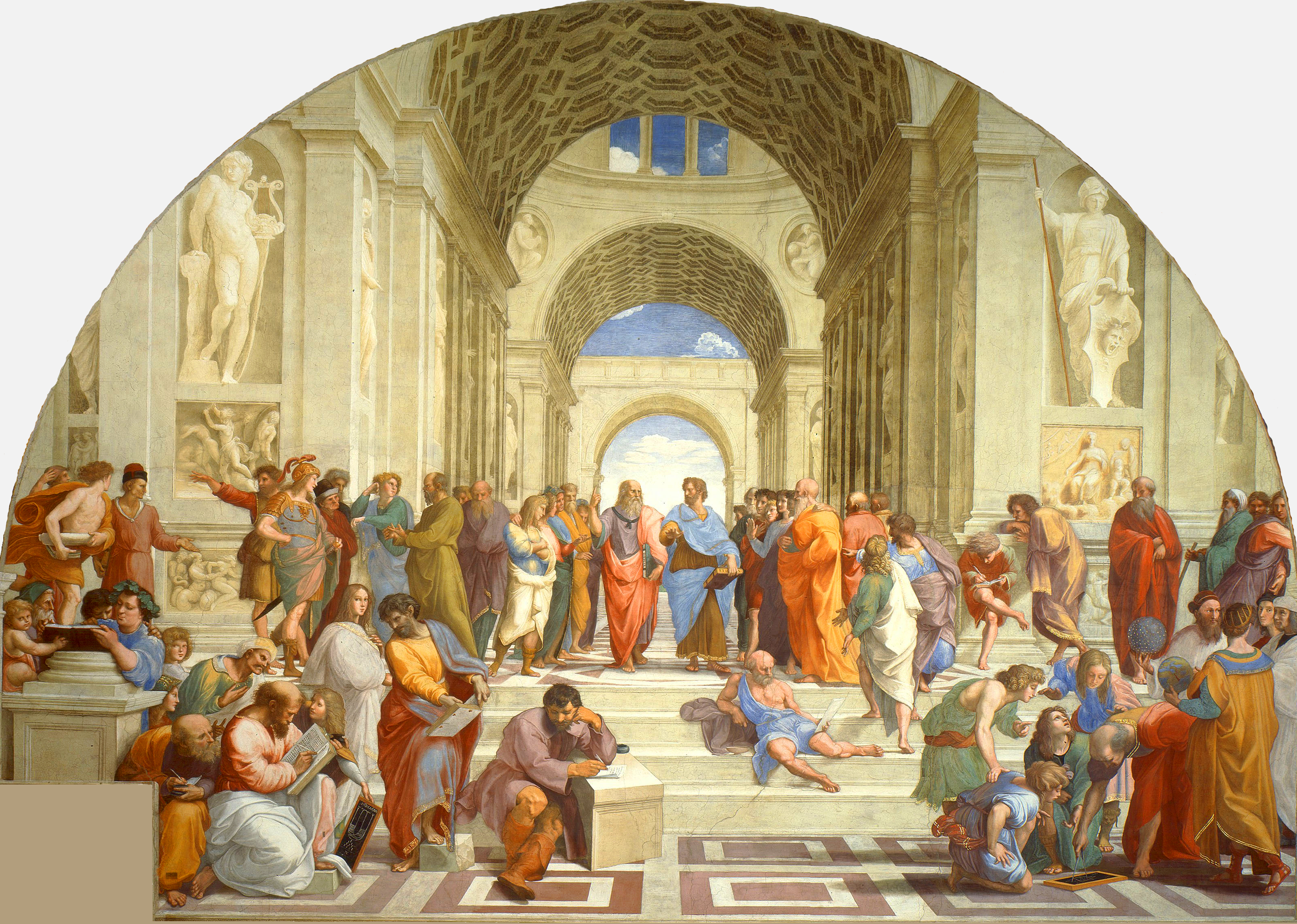
Атенська школа Рафаеля (1511): сучасники, такі як Мікеланджело та Леонардо да Вінчі (у центрі), зображені як класичні вчені епохи Відродження.

Епоха Відродження була періодом культурних змін, які почалися у Флорентійській республіці, а згодом поширилися на решту Європи. Розквіт нового гуманізму супроводжувався відновленням забутих класичних грецьких та арабських знань із монастирських бібліотек, часто перекладених з арабської на латинську мову. Епоха Відродження поширилася Європою між XIV і XVI століттями: вона передбачала розквіт мистецтва, філософії, музики та наук під спільним патронатом королівської сім’ї, дворянства, Латинської церкви та купецького класу, що з'являвся. Меценати в Італії, включно з сім'єю флорентійських банкірів Медічі та папами в Римі, фінансували плідних художників кватроченто та чинквеченто, таких як Рафаель, Мікеланджело та Леонардо да Вінчі.
Політичні інтриги всередині Латинської церкви в середині XIV століття спричинили Західну схизма. Протягом цього сорокарічного періоду два папи — один в Авіньйоні та один у Римі — претендували на правління Латинською церквою. Незважаючи на те, що в 1417 році розкол було усунено, духовна влада папства сильно постраждала. У XV столітті Європа почала виходити за межі своїх географічних кордонів. Іспанська імперія та Португальська імперія, найбільші морські держави того часу, взяли на себе лідерство в дослідженні світу. Дослідження досягли південної півкулі в Атлантиці та південного краю Африки. Христофор Колумб досяг Нового Світу в 1492 році, а Васко да Гама відкрив океанський шлях на схід, що з'єднує Атлантичний та Індійський океани в 1498 році. Дослідник португальського походження Фердинанд Магеллан досяг Азії на захід через Атлантичний і Тихий океани в іспанській експедиції, що призвело до першої навколосвітньої подорожі, яку здійснив іспанець Хуан Себастьян Елкано (1519—1522). Невдовзі іспанці та португальці почали засновувати великі глобальні імперії в Америці, Азії, Африці та Океанії. Франція, Нідерланди та Англія незабаром побудували великі колоніальні імперії з величезними володіннями в Африці, Америці та Азії. У 1588 році іспанська армада не змогла вторгнутися до Англії. Через рік Англія безуспішно намагалася вторгнутися в Іспанію, що дозволило Філіпу II зберегти свою домінуючу військову здатність у Європі. Ця англійська катастрофа також дозволила іспанському флоту зберегти свою здатність вести війну протягом наступних десятиліть. Однак ще дві іспанські армади не змогли вторгнутися до Англії (2-а іспанська армада та 3-тя іспанська армада).

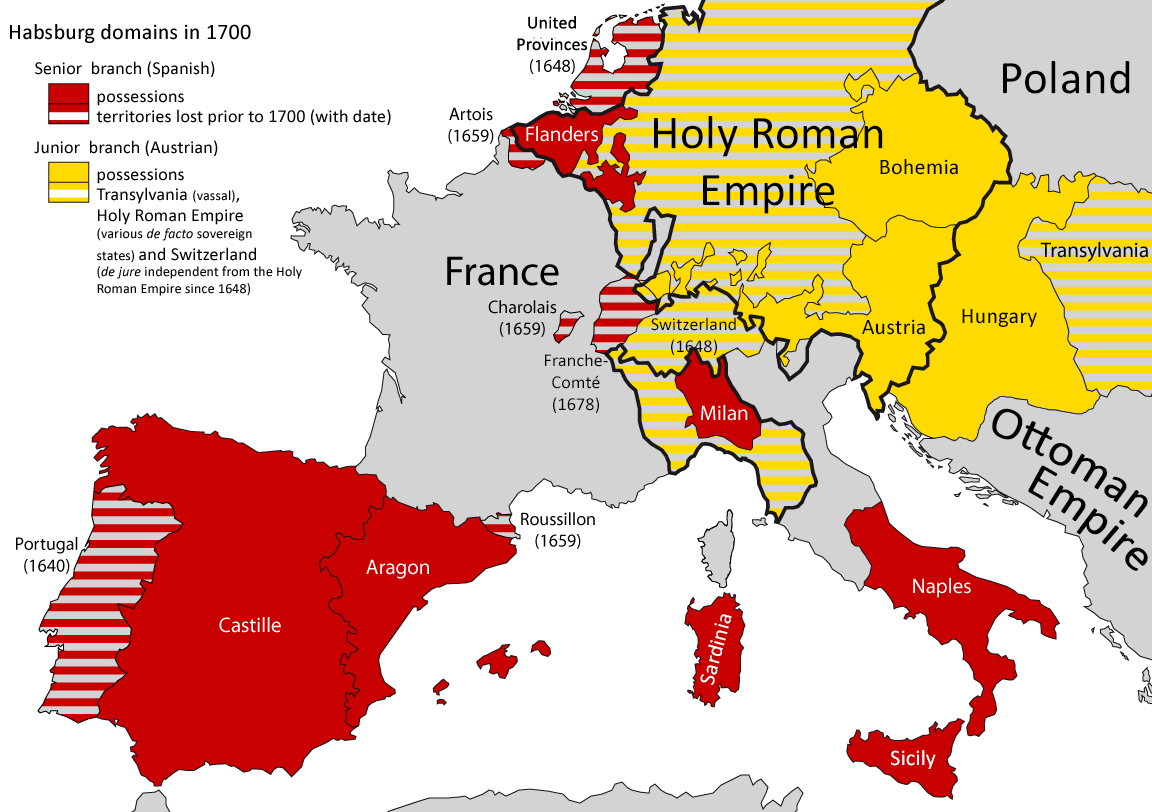
Володіння Габсбургів у століттях після їх поділу Карлом V, імператором Священної Римської імперії. Основною військовою базою Філіпа II в Європі була іспанська дорога, що тягнеться від Нідерландів до Міланського герцогства.

Влада Латинської церкви була ще більше послаблена протестантською реформацією 1517 року, коли німецький богослов Мартін Лютер видав свої Дев'яносто п'ять тез, у яких критикував продаж індульгенцій. Згодом він був відлучений від Латинської церкви папською буллою Exsurge Domine у 1520 році, а його послідовники були засуджені на Вормському райхстазі 1521 року, який розділив німецьких князів між протестантською та римо-католицькою вірами. Релігійна боротьба та війни поширилися разом з протестантизмом. Пограбування американських імперій дозволило Іспанії більше століття фінансувати релігійні переслідування в Європі. Тридцятилітня війна (1618—1648) скалічила Священну Римську імперію та спустошила більшу частину Німеччини, убивши від 25 до 40 відсотків її населення. Після Вестфальського миру Франція здобула вплив у Європі. Поразка турків-османів у битві під Віднем у 1683 році ознаменувала історичний кінець експансії Османської імперії в Європі.
XVII століття в Східно-Центральній Європі було періодом загальної кризи; регіон пережив більше 150 голодів протягом 200-річного періоду між 1501 і 1700 роками. Після Кревської унії 1385 року у Центральній Європі домінували Королівство Польське та Велике князівство Литовське. Гегемонія величезної Речі Посполитої закінчилася руйнуваннями, спричиненими Другою Північною війною (Шведським потопом) і подальшими конфліктами; сама держава була поділена та припинила своє існування наприкінці XVIII ст.
З XV по XVII століття, коли ханства Золотої Орди, що розпалися, були завойовані Московією, кримські татари з Кримського ханства часто здійснювали набіги на східнослов'янські землі, щоб захопити ясир. Далі на схід Ногайська Орда та Казахське ханство часто здійснювали набіги на слов'яномовні території сучасної Російської Федерації протягом сотень років, аж до московської експансії та завоювання більшої частини північної Євразії (тобто Східної Європи, Центральної Азії та Сибіру).
Епоха Відродження та нові монархи ознаменували початок епохи відкриттів, періоду досліджень, винаходів і наукового розвитку. Серед великих діячів західної наукової революції XVI—XVII століть були Миколай Коперник, Йоганн Кеплер, Ґалілео Ґалілей та Ісаак Ньютон. За словами Пітера Барретта, «широко визнано, що „сучасна наука“ виникла в Європі XVII століття (наприкінці епохи Відродження), запроваджуючи нове розуміння світу природи».

### Нова історія

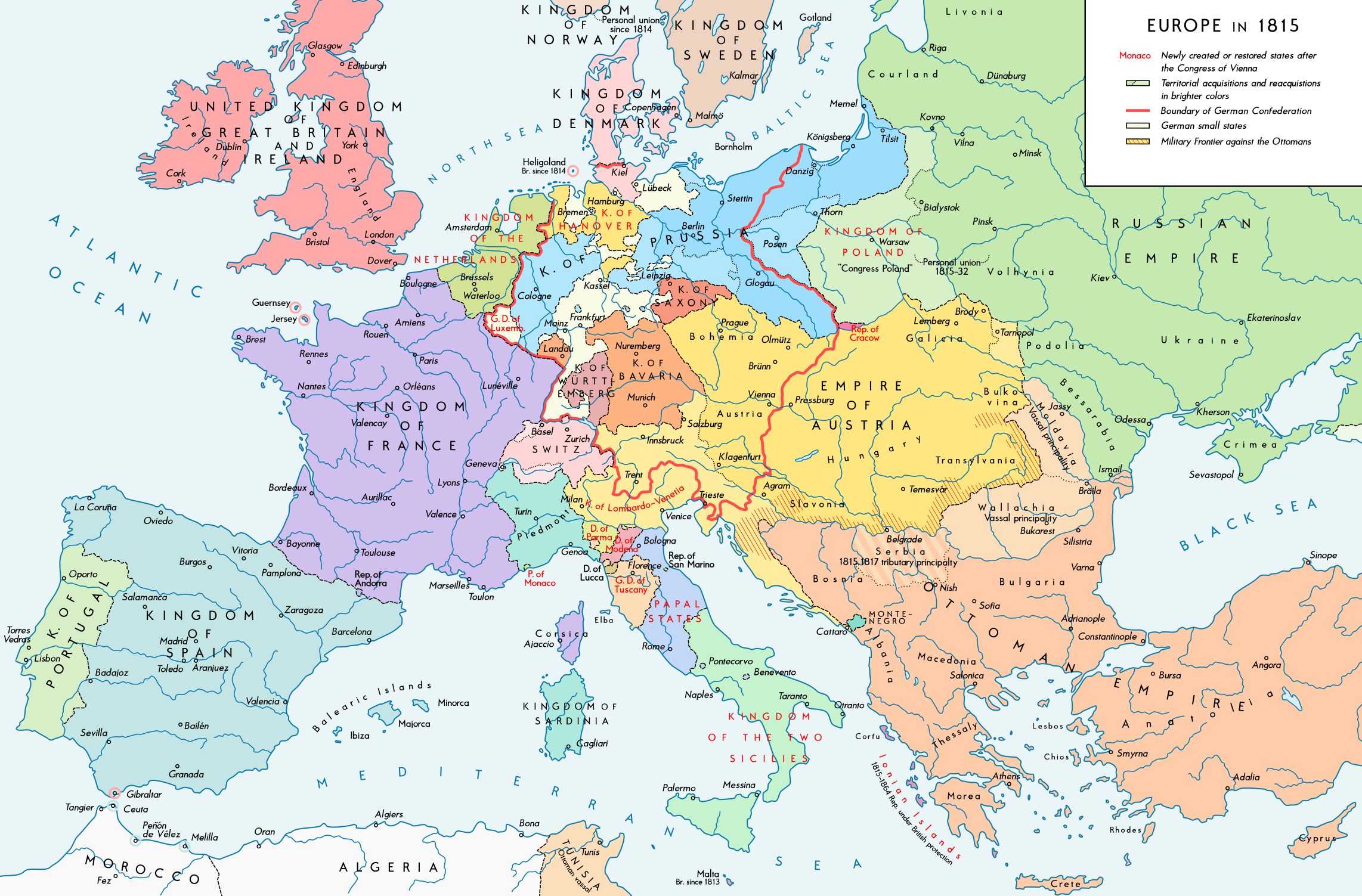
Національні кордони в Європі, встановлені Віденським конгресом.

Семирічна війна поклала кінець «старій системі» уній у Європі. Отже, коли війна за незалежність США перетворилася на глобальну війну між 1778 і 1783 роками, Сполучене Королівство опинилося проти сильної коаліції європейських держав і не мала справжнього союзника.
Епоха Просвітництва була потужним інтелектуальним рухом у XVIII столітті, який пропагував наукові та розумні думки. Невдоволення монополією аристократії та духовенства на політичну владу у Франції призвело до Французької революції та встановлення Першої республіки, у результаті якої монархія та багато дворянства загинули під час панування епохи терору. Наполеон Бонапарт прийшов до влади після Французької революції та заснував Першу Французьку імперію, яка під час наполеонівських війн охопила значні частини Європи, перш ніж розвалитися в 1815 році в битві при Ватерлоо. Правління Наполеона призвело до подальшого поширення ідеалів Французької революції, включно з ідеалами національної держави, а також до широкого впровадження французьких моделей управління, права та освіти. Віденський конгрес, скликаний після повалення Наполеона, встановив новий баланс сил у Європі, зосереджений на п'яти «Великих державах»: Сполученому Королівстві, Франції, Пруссії, Австрії та Російській імперії. Цей баланс зберігатиметься до революцій 1848 року, під час яких ліберальні повстання торкнулися всієї Європи, за винятком Російської імперії та Сполученого Королівства (див. Революція в Галичині). Ці революції врешті-решт були придушені консервативними елементами, і в результаті було проведено небагато реформ. У 1859 році відбулося об'єднання Румунії як національної держави з менших князівств. У 1867 році була утворена Австро-Угорщина; У 1871 році відбулося об'єднання Італії та Німеччини як національних держав за рахунок менших князівств.

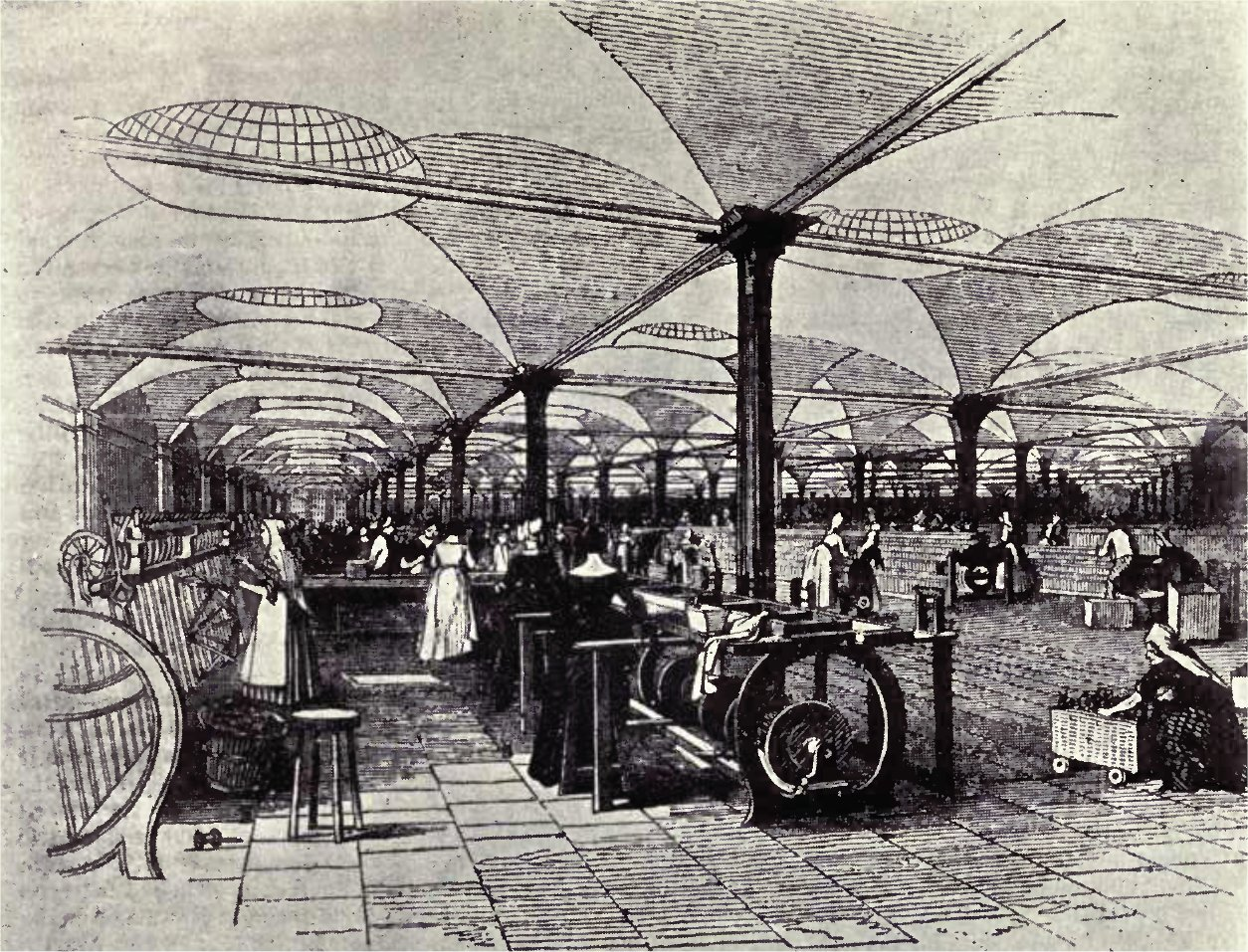
У Королівстві Великої Британії почалася промислова революція.

Паралельно Східне питання ускладнилося після поразки Османської імперії в російсько-турецькій війні (1768—1774). Оскільки розпад Османської імперії здавався неминучим, великі держави намагалися захистити свої стратегічні та комерційні інтереси в османських володіннях. Російська імперія мала виграти від занепаду, тоді як Габсбурзька монархія і Сполучене Королівство сприймали збереження Османської імперії як найкраще в своїх інтересах. Тим часом Сербська революція (1804) та грецька революція (1821) ознаменували початок кінця османського панування на Балканах, яке закінчилося Балканськими війнами 1912—1913 років. Офіційне визнання де-факто незалежних держав Чорногорського і  Сербського князівств та Румунського королівства відбулося на Берлінському конгресі в 1878 році.
Промислова революція почалася у Королівстві Великої Британії в останній половині XVIII століття і поширилася по всій Європі. Винахід і впровадження нових технологій призвели до швидкого зростання міст, масової зайнятості та появи нового робітничого класу. Послідували реформи в соціальній та економічній сферах, включаючи перші закони про дитячу працю, легалізацію профспілок і скасування рабства. У Сполученому Королівстві був прийнятий Закон про охорону здоров'я 1875 року, який значно покращив умови життя в багатьох британських містах. Населення Європи зросло з приблизно 100 мільйонів у 1700 році до 400 мільйонів у 1900 році. Останній великий голод, зареєстрований у Західній Європі, великий голод в Ірландії, спричинив смерть і масову еміграцію мільйонів ірландців. У XIX столітті 70 мільйони людей покинули Європу під час міграцій до різних європейських колоній за кордоном і до Сполучених Штатів. Промислова революція також призвела до значного зростання населення, і частка світового населення, яке проживало в Європі, досягла піку трохи вище 25 % приблизно в 1913 році.

### Новітня історія
У першій половині XX століття домінували дві світові війни та економічна депресія. Перша світова війна велася між 1914 і 1918 роками. Це почалося, коли ерцгерцог Австрії Франц Фердинанд був убитий югославським націоналістом Гаврилом Принципом. Більшість європейських держав були втягнуті у війну, яка велася між державами Антанти (Третя французька республіка, Бельгія, Королівство Сербія, Перша Португальська Республіка, Російська імперія, Сполучене Королівство, а пізніше Королівство Італія, Грецьке королівство, Румунське королівство та Сполучені Штати) та Центральними державами (Австро-Угорщина, Німецька імперія, Третє Болгарське царство та Османська імперія). Війна залишила понад 16 мільйонів загиблих цивільних і військових. Більше 60 мільйони європейських солдатів були мобілізовані з 1914 по 1918 рік.

Мапа із зображенням військових союзів Першої світової війни 1914—1918 років.

Російська революція скинула царську монархію та замінила її Радянським Союзом, що призвело також до незалежности багатьох колишніх російських губерній, таких як Фінляндія, Естонія, Латвія та Литва, як нових європейських держав, проте Українська Народна Республіка була окупована більшовиками до 1922 року, поки балтійські держави були незалежними аж до Другої світової війни. Австро-Угорщина та Османська імперія розпалися та розпалися на окремі держави, а кордони багатьох інших держав були перекроєні. Версальський договір, який офіційно завершив Першу світову війну в 1919 році, був суворим щодо Німеччини, на яку він поклав повну відповідальність за війну та наклав серйозні санкції. Надлишок смертей у колишній Російській імперії протягом Першої світової війни та громадянської війни в Російській імперії (включаючи післявоєнний голод) склав разом 18 мільйонів. У 1932—1933 роках під керівництвом Сталіна конфіскації зерна радянською владою сприяли другому радянському голоду, який спричинив мільйони смертей, зокрема в Радянській Україні геноцид Голодомор; Уцілілих куркулів переслідували, багатьох відправляли до ГУЛАГів на примусову працю. Диктатор Сталін також відповідальний за Великий терор 1937—1938 років, під час якої НКВД стратило 681 692 людини; мільйони людей були депортовані та заслані у віддалені райони Радянського Союзу.

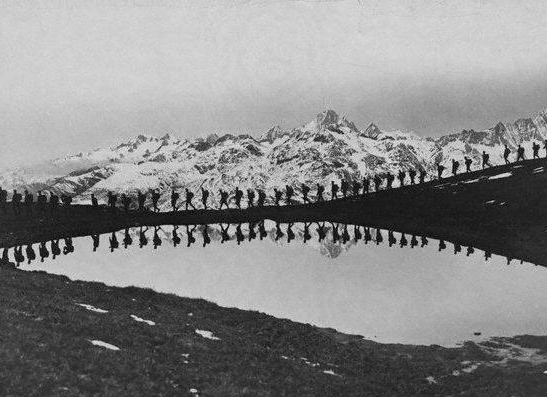
Війна Сербії (1914—1918) коштувала державі чверті її населення.

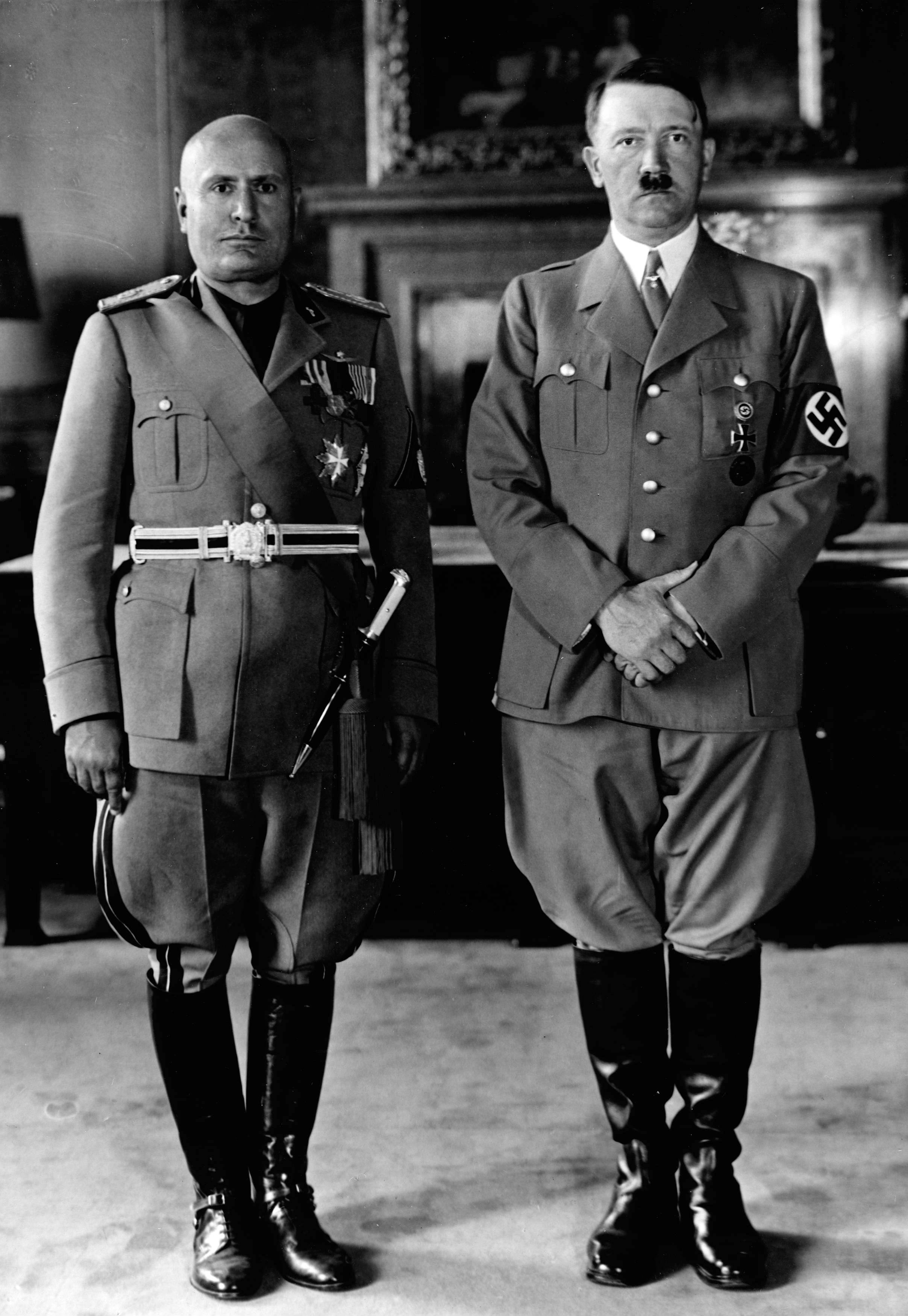
Нацистська Німеччина розпочала руйнівну Другу світову війну в Європі. Тут Гітлер, праворуч, зі своїм найближчим союзником, італійським фашистським диктатором Беніто Муссоліні, у 1940 році.

Соціальні революції, що охопили колишню Російську імперію, також вплинули на інші європейські країни після Великої війни: у 1919 році з Веймарською республікою в Німеччині та Першою Австрійською республікою; у 1922 році, коли однопартійний фашистський уряд Муссоліні в Королівстві Італія та в Турецькій Республіці Ататюрка прийняв латинський альфабет і державний секуляризм. Економічна нестабільність, спричинена частково боргами, отриманими під час Першої світової війни, і «позиками» Німеччини завдала хаосу Європі наприкінці 1920-х і 1930-х років. Це, а також крах Волл-стріт 1929 року спричинили всесвітню Велику депресію. Завдяки економічній кризі, соціальній нестабільності та загрозі комуністичних революцій по всій Європі розвинулися фашистські рухи, які привели Адольфа Гітлера до влади в нацистській Німеччині.
У 1933 році Гітлер став лідером Німеччини і почав працювати над своєю метою побудови Великої Німеччини. У 1935 і 1936 роках Німеччина знову розширила територію і повернула Саар і Рейнську область. У 1938 році після аншлюсу Австрія увійшла до складу Німеччини. Після Мюнхенської угоди, підписаної Німеччиною, Францією, Сполученим Королівством та Італією, пізніше в 1938 році Німеччина анексувала Судетську область, яка була частиною Першої Чехословацької Республіки, населеною етнічними німцями. На початку 1939 року решта Другої Чехословацької Республіки була розділена на Протекторат Богемії та Моравії, який контролювали Німеччина та Перша словацька республіка. У той час Сполучене Королівство та Франція віддавали перевагу політиці умиротворення агресорки.
Із зростанням напруженості між нацистською Німеччиною та Польською Республікою щодо Данцига німці звернулися до совітів і підписали пакт Молотова — Ріббентропа, який дозволив Червоній армії вторгнутися в балтійських держав та сходу Польської Республіки та Румунського Королівства, зокрема Радянський Союз анексував сучасні західноукраїнські та білоруські землі. Нацистська Німеччина напала на Польщу 1 вересня 1939 року, що спонукало Францію та Сполучене Королівство оголосити війну нацистській Німеччині 3 вересня, відкривши Європейський театр Другої світової війни. Радянське вторгнення до Польщі почалося 17 вересня, і Польща впала незабаром після цього 24 вересня Радянський Союз напав на балтійські держави, а 30 листопада — на Фінляндію, після чого почалася спустошлива Зимова війна для Червоної Армії. Британці сподівалися висадитися в Нарвіку та відправити війська на допомогу Фінляндії, але їхньою головною метою висадки було оточити Німеччину та відрізати німців від скандинавських ресурсів. Приблизно в той же час Німеччина ввела війська в Данію. Дивна війна тривала.
У травні 1940 року Німеччина напала на Францію через низинні землі. У червні 1940 року Франція капітулювала. До серпня Німеччина почала бомбардування Сполученого Королівства, але не змогла переконати британців здатися. У 1941 році Німеччина напала на Радянський Союз під час операції «Барбаросса». 7 грудня 1941 року напад Японії на Перл-Гарбор залучив Сполучені Штати до конфлікту як союзників Британської імперії та інших союзних сил.

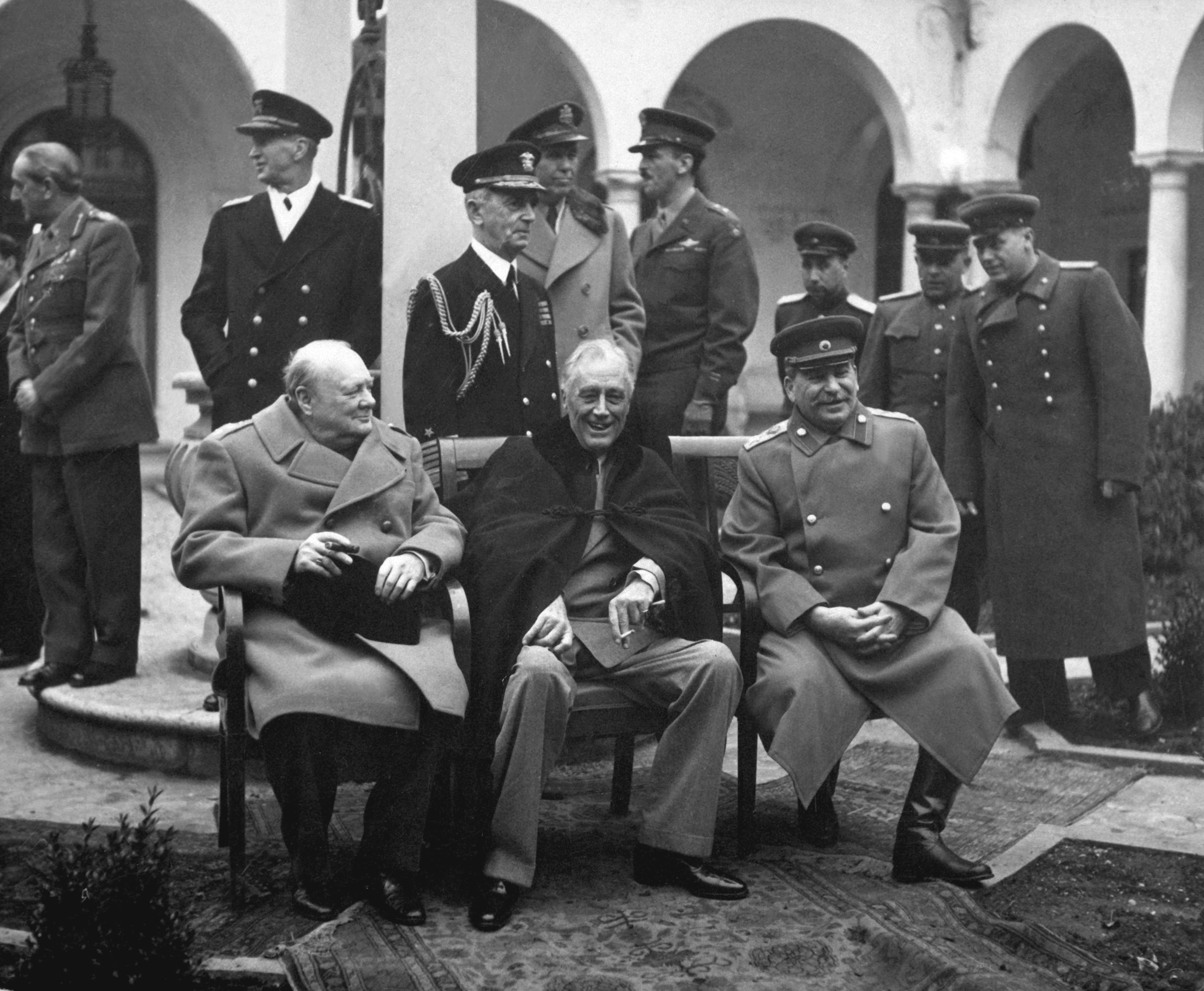
«Велика трійка» на Ялтинській конференції 1945 р.; сидять (зліва): Вінстон Черчилль, Франклін Д. Рузвельт і Йосип Сталін.

Після приголомшливої Сталінградської битви 1943 року німецький наступ на Радянський Союз перетворився на постійний відхід. Курська битва, яка включала найбільшу танкову битву в історії, була останнім великим німецьким наступом на Східному фронті. У червні 1944 року британські та американські війська вторглися у Францію під час висадки в день D, відкривши новий фронт проти Німеччини. Берлін остаточно впав у 1945 році, завершивши Другу світову війну в Європі. Ця війна була найбільшою та найруйнівнішою в історії людства — 60 мільйонів загиблих у всьому світі. Більше 40 мільйони людей у Європі загинули в результаті Другої світової війни, у тому числі між 11 і 17 мільйонів людей, які загинули під час Голокосту. Радянський Союз втратив близько 27 мільйонів людей (переважно цивільних) під час війни, приблизно половина всіх жертв Другої світової війни. До кінця Другої світової війни в Європі було понад 40 мільйони біженців. Кілька післявоєнних евакуацій і вигнань у Центральній та Східній Європі перемістили загалом близько 20 осіб мільйонів людей.
Перша світова війна, а особливо Друга світова війна, зменшили вплив Західної Європи у світових справах. Після Другої світової війни мапа Європи була перекроєна на Ялтинській конференції та розділена на два блоки: західні держави та східний блок, розділені тим, що пізніше Вінстон Черчилль назвав «залізною завісою». Сполучені Штати і Західна Європа створили альянс НАТО, а пізніше Радянський Союз і Центральна Європа створили Варшавський пакт. Особливо гарячими точками після Другої світової війни були Берлін і Трієст, де Вільна територія Трієста, заснована в 1947 році разом з ООН, була розпущена в 1954 і 1975 роках відповідно. Блокада Західного Берліна в 1948 і 1949 роках і будівництво Берлінського муру в 1961 році були однією з найбільших міжнародних криз холодної війни.

Прапор Європи, прийнятий Радою Європи в 1955 році.

Дві нові наддержави, Сполучені Штати та Радянський Союз, потрапили в п'ятдесятирічну холодну війну, зосереджену на розповсюдженні ядерної зброї. У той же час деколонізація, яка почалася вже після Першої світової війни, поступово призвела до незалежности більшості європейських колоній в Азії та Африці.
У 1980-х роках реформи Михайла Горбачова та рух «Солідарність» у Польщі послабили раніше жорстку соціалістичну систему. Відкриття залізної завіси на панєвропейському пікніку спричинило мирну ланцюгову реакцію, в результаті якої Східний блок, Варшавський пакт та держави з прокомуністичними режимами розпалися, а холодна війна закінчилася. Після символічного падіння Берлінської стіни в 1989 році Німеччина возз'єдналася, а мапи Центральної та Східної Європи були знову перемальовані. Це уможливило старі раніше перервані культурні та економічні зв'язки, і раніше ізольовані міста, такі як Берлін, Прага, Відень, Будапешт і Трієст, тепер знову опинилися в центрі Європи.

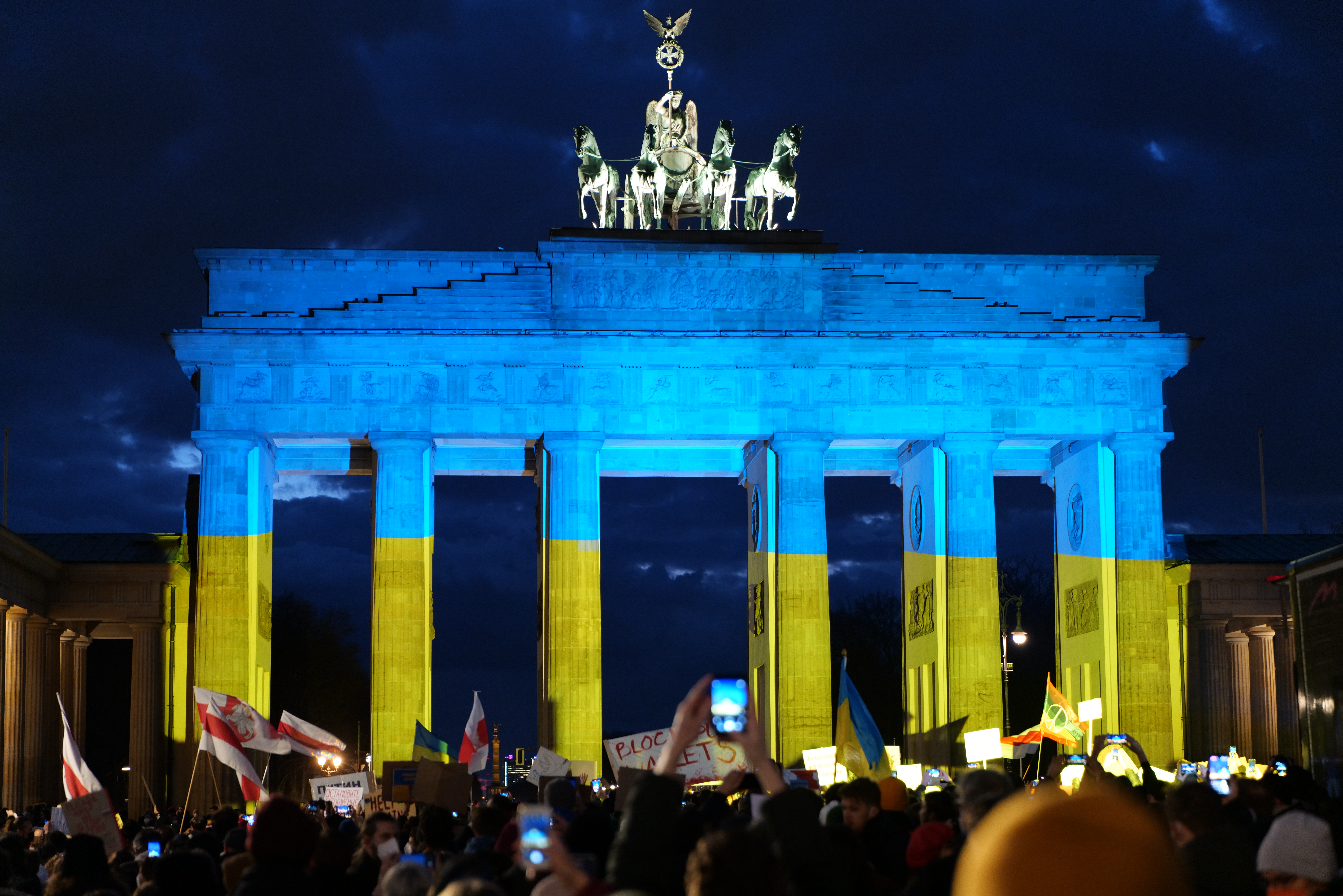
Бранденбурзькі ворота засвітилися кольорами прапора України під час акції солідарності в Берліні, Німеччина, 24 лютого 2022 року.

Європейська інтеграція також розпочалася після Другої світової війни. У 1949 році після виступу сера Вінстона Черчилля було засновано Раду Європи з ідеєю об'єднання Європи для досягнення спільних цілей. До неї входять усі європейські держави, крім Білорусі, Російської Федерації та Ватикану. Римські договори 1957 року заснували Європейську економічну спільноту (ЄЕС) між шістьма західноєвропейськими державами з метою єдиної економічної політики та спільного ринку. У 1967 році Європейська економічна спільнота, Європейське об'єднання вугілля і сталі та Євратом утворили Європейські спільноти, які в 1993 році стали Європейським Союзом. ЄС створив свій парламент, суд і центральний банк, а також запровадив євро як єдину валюту. З 2004 по 2013 рік почали приєднуватися нові держави Центральної Європи, розширивши ЄС до 28 європейських держав і знову зробивши Європу великим економічним і політичним центром сили. Однак Сполучене Королівство вийшло з ЄС 31 січня 2020 року в результаті референдуму про членство в ЄС у червні 2016 року. Станом на 2025 рік кандидатками на вступ до ЄС є Албанія, Боснія та Герцеговина, Грузія, Молдова, Сербія, Північна Македонія, Чорногорія та Україна, які повинні стали державами подальшого розширення.
Російсько-українська війна, який триває з 2014 року, різко загострилася, коли Російська Федерація розпочала повномасштабне вторгнення в Україну 24 лютого 2022 року, що стало найбільшою гуманітарною кризою та кризою біженців у Європі з часів Другої світової війни та югославських воєн 1990-х років.

## Політика
Політична мапа Європи в основному походить від реорганізації Європи після наполеонівських війн у 1815 році. Поширеною формою правління в Європі є парламентська демократія, у більшості випадків у формі республіки; у 1815 р. поширеною формою правління все ще залишалася монархія. Решта одинадцять монархій Європи є конституційними.

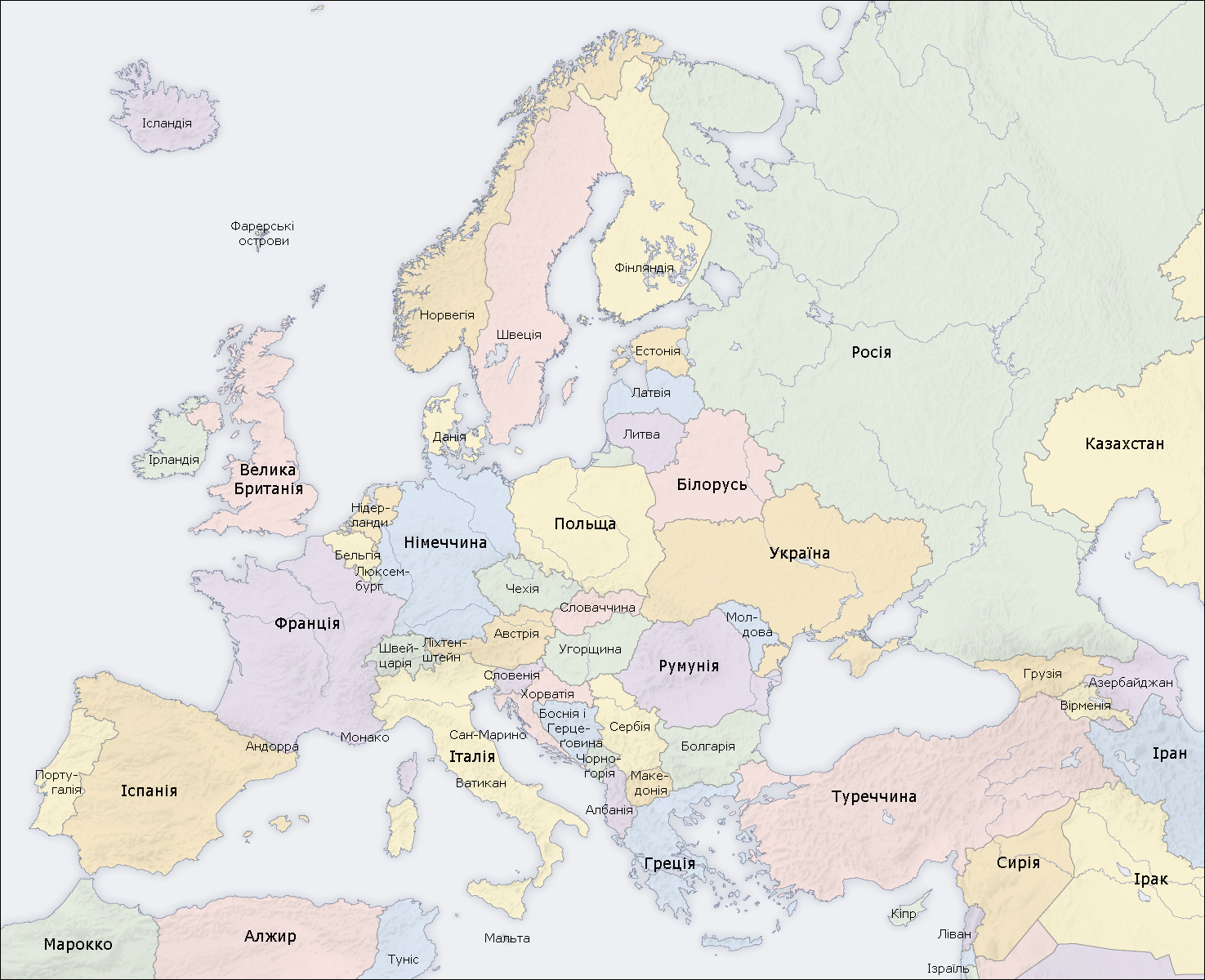
Держави Європи.

27 європейських держав є членами політико-економічного Європейського Союзу, 26 — Шенгенської зони і 20 — єврозони. Серед менших європейських організацій є Північна рада, Бенілюкс, Балтійська асамблея та Вишеградська група.

### Перелік держав і територій

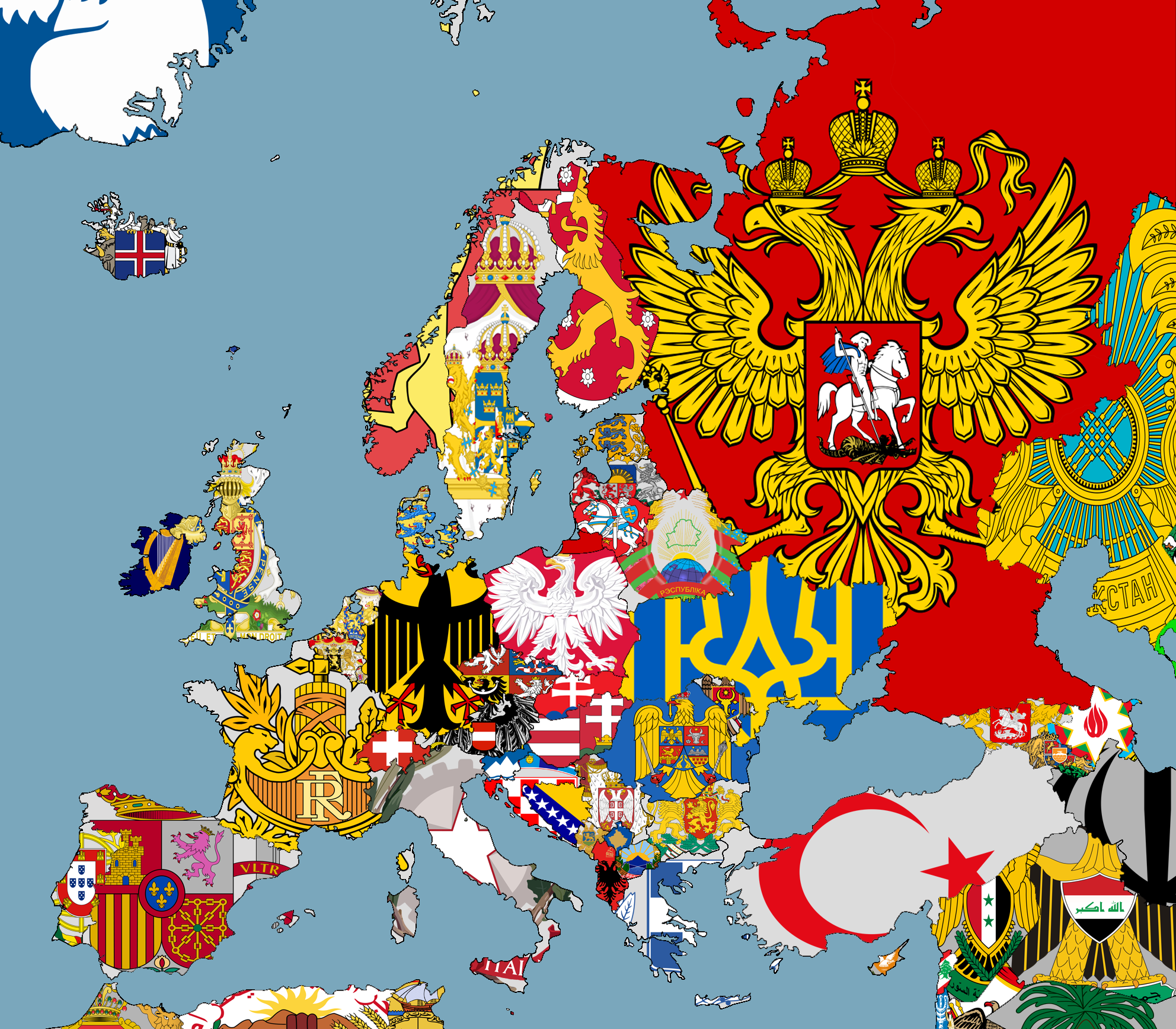
Герб кожної європейської держави на мапі Європи.

| Західна         | Східна     | Північна  | Південна             | Частково в Європі               | Невизнані або частково визнані                |
| --------------- | ---------- | --------- | -------------------- | ------------------------------- | --------------------------------------------- |
| Австрія         | Білорусь   | Данія     | Албанія              | Азербайджан (до 10 % території) | Косово                                        |
| Андорра         | Болгарія   | Ісландія  | Чорногорія           | Грузія (до 5 % території)       | Придністров'я                                 |
| Бельгія         | Угорщина   | Латвія    | Боснія і Герцеговина | Казахстан (12,5 % території)    | Республіка Абхазія (до близько 5 % території) |
| Велика Британія | Молдова    | Литва     | Ватикан              | Росія (22 % території)          | Південна Осетія                               |
| Німеччина       | Польща     | Норвегія  | Греція               | Туреччина (4 % території)       | Північний Кіпр                                |
| Ірландія        | Румунія    | Фінляндія | Іспанія              | Вірменія (член Ради Європи)     |                                               |
| Ліхтенштейн     | Україна    | Естонія   | Італія               | Кіпр (член ЄС та Ради Європи)   |                                               |
| Люксембург      | Чехія      | Швеція    | Північна Македонія   |                                 |                                               |
| Монако          | Словаччина |           | Мальта               |                                 |                                               |
| Нідерланди      |            |           | Португалія           |                                 |                                               |
| Франція         | Сан-Марино |           |                      |                                 |                                               |
| Швейцарія       | Сербія     |           |                      |                                 |                                               |
|                 |            |           | Словенія             |                                 |                                               |
| Хорватія        |            |           |                      |                                 |                                               |

#### Залежні території
Залежні території, які розташовані в Європі
- Акротирі і Декелія[244]
- Аландські острови
- Гернсі
- Гібралтар
- Острів Мен
- Фарерські острови
- Шпіцберген
- Ян-Маєн

##### Частково визнаний релігійний орден
- Мальтійський орден

### Інтеграція
Європейська інтеграція — це процес політичної, правової, економічної (і в деяких випадках соціальної та культурної) інтеграції європейських держав, як це було здійснено державами-спонсорами Ради Європи після закінчення Другої світової війни. Європейський Союз став центром економічної інтеграції на континенті з моменту свого заснування.
Рада Європи є єдиною пан'європейською організацією, членами якої є майже всі країни Європи. На сьогодні членами Ради Європи є 47 держав. Цілями Ради Європи є програми з узгодження суперечностей між законодавчими базами європейських країн у сферах прав людини, громадянства, міжнародного приватного права, захисту довкілля та культурної спадщини, охорони прав національних меншин тощо.
Європейський Союз (скорочена назва — ЄС) — наднаціональне об'єднання 28 держав Європи. У рамках ЄС курується безліч програм, діє єдиний ринок, куди входять митний союз, валютний союз (єдина європейська валюта — євро, прийнята як основна на території 19 з 28 членів Євросоюзу), загальна політика в галузі сільського господарства та рибальства. Європейський союз також вживає заходи з координації дій країн-членів в області політики. Існують тенденції до координації дій у сфері оборони та загальної зовнішньої політики. Союз поступово еволюціонує з економічної організації до наднаціональної. На сьогодні спільний ВВП Євросоюзу є найбільшим у світі і становить 15,849 трильйонів доларів США.
НАТО — військовий союз, членами якого є країни Європи, а також США і Канада. НАТО створювалася як організація для згуртування західноєвропейських країн під командуванням США проти СРСР і його союзників. Основою організації є договір про колективну оборону в разі нападу на одну з держав-членів.
Організація з безпеки і співробітництва в Європі — найбільша регіональна організація з безпеки, до складу якої входять 56 держав Європи, Центральної Азії і Північної Америки. Діяльність організації спрямована на запобігання виникненню конфліктів у регіоні, врегулювання кризових ситуацій, ліквідацію наслідків конфліктів.
ГУАМ створено 1997 року чотирма країнами: Грузією, Україною, Азербайджаном, Молдовою (ГУАМ). Штаб-квартира розташована в столиці України — Києві. З квітня 1999 до 2006 року до складу організації входив також Узбекистан, тому тоді організація носила назву ГУУАМ.
Північна рада (заснована 1952 року) і Північна рада міністрів (заснована 1971 року) — організація для координації співпраці між парламентами і урядами країн Північної Європи. Країни-члени: Данія, Фінляндія (з 1956), Ісландія, Норвегія, Швеція. Керівні органи розташовані в Копенгагені.
В Арктичну раду входять вісім приарктичних країн: Данія, Фінляндія, Ісландія, Канада, Норвегія, Росія, Швеція, США. Країни-спостерігачі: Велика Британія, Франція, ФРН, Нідерланди, Польща, Іспанія.
Балтійська асамблея — дорадчий орган зі співробітництва між парламентами Естонії, Латвії та Литви, заснований 1991 року. Асамблея координує дії, консультує парламенти трьох країн і декларує узгоджені позиції у вигляді резолюцій, рішень і рекомендацій.
Бенілюкс — союз Бельгії, Нідерландів і Люксембургу, створений 3 лютого 1958 року. Має свій парламент і суд, куди входять представники трьох держав.
Рада Баренцевого/Євроарктичного регіону (ОБЄР) — форум регіонального співробітництва. Був заснований 1993 року. До нього увійшли на правах постійних членів Данія, Ісландія, Норвегія, Росія, Фінляндія і Швеція, а також Комісія Європейських співтовариств (КЕС). Дев'ять держав — Велика Британія, Німеччина, Італія, Канада, Нідерланди, Польща, Франція, США, Японія — мають статус спостерігачів.
Співдружність Незалежних Держав складається з 9 держав, зокрема Азербайджан, Білорусь, Вірменія, Казахстан, Киргизстан, Молдова, Росія, Таджикистан та Узбекистан. Формально СНД не володіє наднаціональними повноваженнями і є більшою мірою символічною організацією, що діє в сфері координації взаємодії між країнами-учасницями Співдружності. Головними цілями СНД є здійснення співробітництва в політичній, економічній, екологічній, гуманітарній, культурній та інших областях; мирне вирішення суперечок; міждержавна кооперація та інтеграція; захист прав і свобод громадян країн-членів.

## Економіка
Як континент, економіка Європи наразі є найбільшою на Землі та є найбагатшим регіоном за кількістю активів під управлінням з понад 32,7 дол. трлн порівняно з 27,1 дол. США в Північній Америці трильйонів у 2008 році. У 2009 році Європа залишалася найбагатшим регіоном Землі. Її активи в управлінні вартістю 37,1 трильйона доларів становлять одну третину світового багатства. Це був один із кількох регіонів, де багатство перевищило свій докризовий пік на кінець року. Як і на інших континентах, Європа має великий розрив у багатстві між своїми державами. Багатші держави, як правило, знаходяться на північному заході та заході в цілому, за ними йде Центральна Європа, тоді як більшість економік Східної та Південно-Східної Європи все ще відновлюються після розпаду Радянського Союзу та розпаду Югославії.

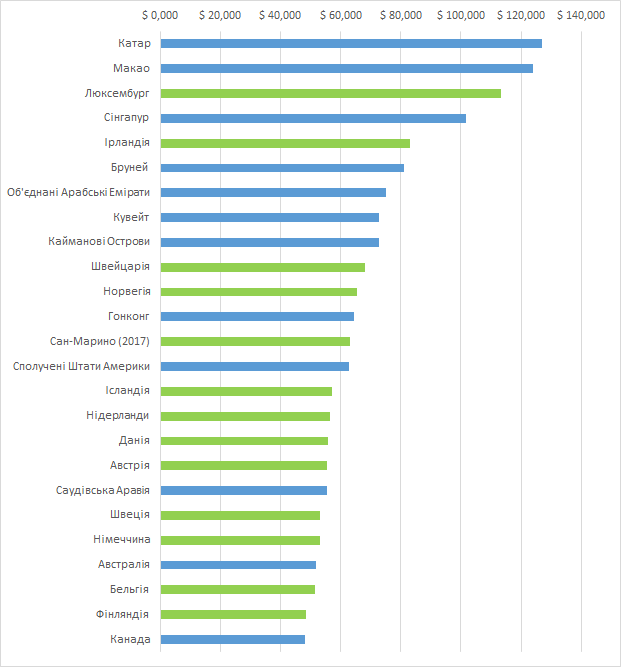
Список топ-25 країн і територій за ВВП за паритетом купівельної спроможності на душу населення. Світовий банк, 2018. Зеленим виділені європейські держави.

Модель «Блакитний банан» була розроблена як економіко-географічне представлення відповідної економічної потужності регіонів, яка була розвинена в «Золотий банан» або «Блакитна зірка». Торгівля між Сходом і Заходом, а також до Азії, яка надовго була перервана двома світовими війнами, новими кордонами та холодною війною, різко зросла після 1989 року. Крім того, є новий імпульс від китайської ініціативи «Один пояс, один шлях» через Суецький канал до Африки та Азії.
Продукція: майже 50 % усіх машин, що випускаються у світі, виробляється в Європі (Німеччина, Франція, Італія, Іспанія, Росія, Грузія, Україна, Латвія, Білорусь, Сполучене Королівство); використання добрив на сільськогосподарських угіддях у 4 рази більше, ніж у будь-якій іншій частині світу; сільськогосподарська продукція Європи становить 43 % світового виробництва ячменю (Німеччина, Іспанія, Франція, Сполучене Королівство), 41 % світового виробництва жита (Польща, Німеччина), 31 % світового виробництва вівса (Польща, Німеччина, Швеція, Франція), 24 % світового виробництва пшениці (Франція, Україна, Німеччина, Сполучене Королівство, Румунія); Італія, Іспанія і Греція виробляють понад 70 % оливкової олії, виробленої у світі.
Європейський Союз, політичне утворення, що складається з 27 європейських держав, є найбільшою єдиною економічною зоною у світі. Дев'ятнадцять країн ЄС використовують євро як спільну валюту. П'ять європейських держав входять до десятки найбільших національних економік світу за ВВП (ПКС) . Сюди входять (рейтинги згідно з ЦРУ): Німеччина (6), Російська Федерація (7), Сполучене Королівство (10), Франція (11) та Італія (13).
Деякі європейські держави набагато багатші за інші. Найбагатшим за номінальним ВВП є Монако з 185 829 доларами США на душу населення (2018 рік), а найбіднішою — Україна з 3 659 доларами США на душу населення (2019 рік).
Загалом ВВП Європи на душу населення становить 21 767 доларів США за оцінкою Міжнародного валютного фонду за 2016 рік.

### Економічна історія
Капіталізм домінував у Західному світі після кінця феодалізму. Зі Сполученого Королівства він поступово поширився по всій Європі. Промислова революція почалася в Європі, зокрема у Сполученому Королівстві наприкінці XVIII століття, а в XIX столітті Західна Європа стала індустріалізуватися. Першою світовою війною було зруйновано економіки, але до початку Другої світової війни вони відновилися й змушені були конкурувати зі зростаючою економічною силою Сполучених Штатів Америки. Друга світова війна знову завдала шкоди значній частині промисловості Європи.

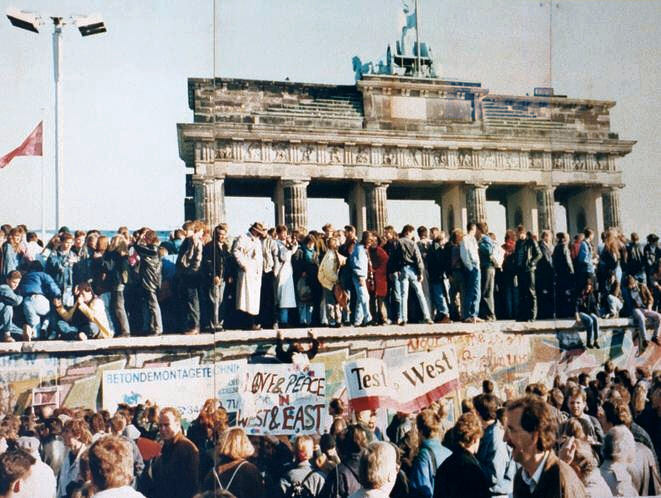
Падіння Берлінського муру в 1989 році.

Після Другої світової війни економіка Сполученого Королівства перебувала в стані руїни і продовжувала зазнавати відносного економічного спаду в наступні десятиліття. Італія також була в поганому економічному стані, але до 1950-х років відновила високий рівень зростання. Західна Німеччина швидко відновилася і до 1950-х років подвоїла виробництво порівняно з довоєнним рівнем. Франція також здійснила чудове повернення, насолоджуючись швидким зростанням і модернізацією; пізніше Іспанія під керівництвом Франко також відновилася, і нація зафіксувала величезне безпрецедентне економічне зростання, починаючи з 1960-х років, у тому, що називають іспанським дивом. Більшість держав Центральної та Східної Європи потрапили під контроль Радянського Союзу і, таким чином, були членами Ради економічної взаємодопомоги (РЕВ).

Єврозона (синій колір).

Держави, які зберегли систему вільного ринку, отримали велику допомогу від Сполучених Штатів згідно з Планом Маршалла. Західні держави намагалися об'єднати свої економіки, створивши основу для ЄС і збільшуючи транскордонну торгівлю. До 1990 року Європейське співтовариство було розширено з 6 членів-засновниць до 12. Акцент на відродженні економіки Західної Німеччини призвів до того, що вона випередила Сполучене Королівство як найбільшу економіку Європи.

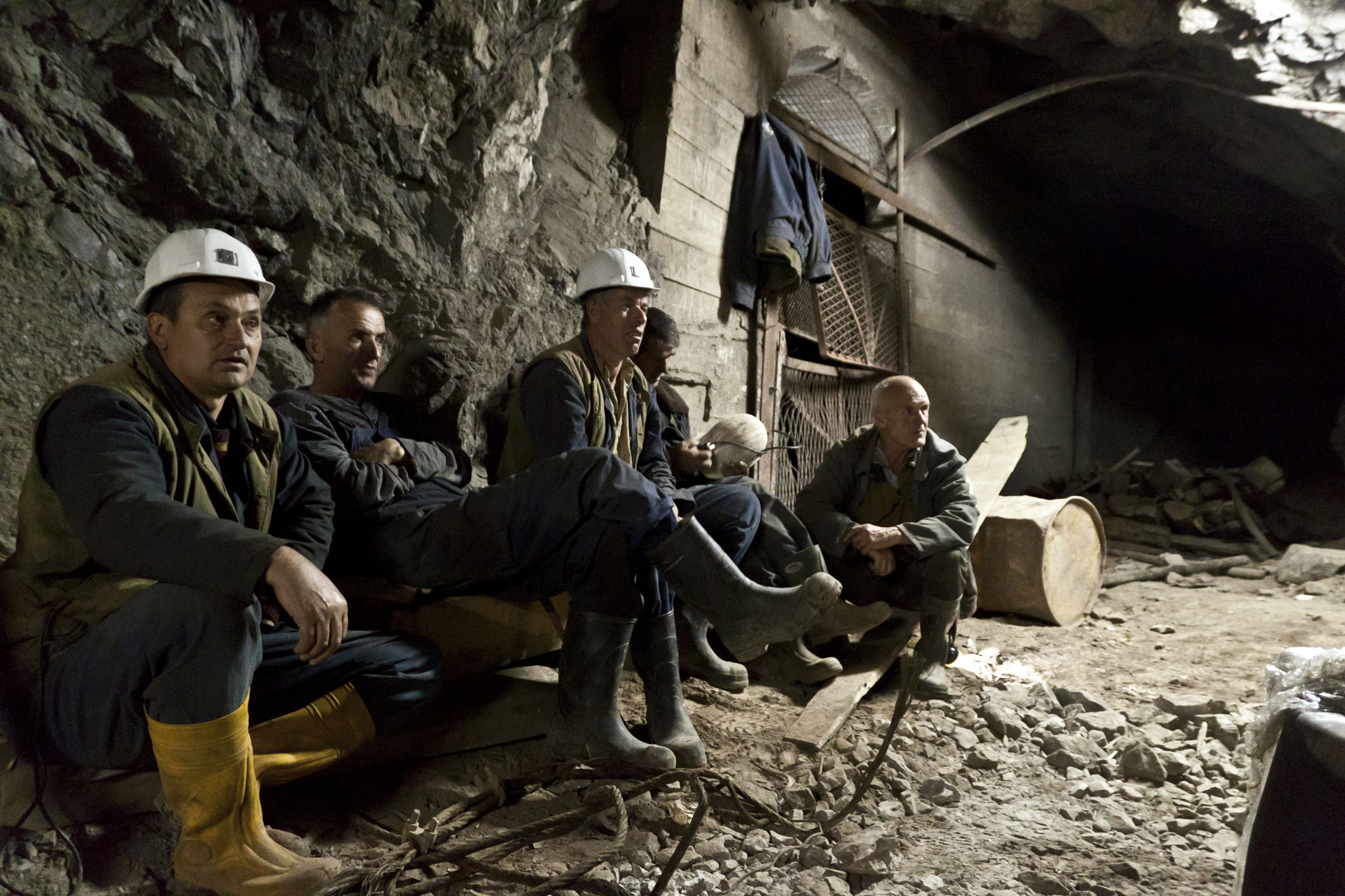
Одним з головних економічних джерел Косова є видобуток корисних копалин, оскільки воно має великі запаси свинцю, цинку, срібла, нікелю, кобальту, міді, заліза та бокситів. Гірники на шахтах Трепча в Митровиці, Косово, 2011 рік.

З падінням комуністичної ідеології в Центральній та Східній Європі в 1991 році постсоціалістичні держави зазнали заходів шокової терапії з лібералізації своїх економік і впровадження реформ вільного ринку.
Після возз'єднання Східної та Західної Німеччини в 1990 році економіка Західної Німеччини зазнала труднощів, оскільки їй довелося підтримувати та значною мірою відновлювати інфраструктуру Східної Німеччини, тоді як Східна Німеччина зазнала раптового масового безробіття та різкого падіння промислового виробництва.
До зміни тисячоліття Європейський Союз домінував в економіці Європи, охоплюючи п'ять найбільших європейських економік того часу: Німеччину, Сполучене Королівство, Францію, Італію та Іспанію. У 1999 році 12 із 15 членів ЄС приєдналися до єврозони, замінивши свої національні валюти на євро.
Цифри, опубліковані Євростатом у 2009 році, підтвердили, що єврозона пішла в рецесію в 2008 році. Це торкнулося значної частини регіону. У 2010 році виникли побоювання щодо кризи суверенного боргу щодо деяких держав Європи, особливо Греції, Ірландії, Іспанії та Португалії. У результаті були вжиті заходи, особливо щодо Греції, провідними державами єврозони. У 2012 році рівень безробіття в ЄС становив 10,3 %. У віці 15–24 років — 22,4 %.

## Населення

Приріст населення в Європі та навколо неї в 2021 році.

Згідно з оцінками ООН, у 2023 році населення Європи становило близько 742 мільйонів осіб. Це трохи більше однієї дев'ятої населення планети. Густота населення Європи (кількість людей на площу) займає друге місце серед усіх континентів після Азії. Населення Європи в даний час повільно зменшується, приблизно на 0,2 % на рік, тому що народжується менше, ніж помирає. Це природне зменшення населення зменшується тим фактом, що більше людей мігрує до Європи з інших континентів, ніж навпаки.
Південна та Західна Європа є регіонами з найвищою середньою кількістю літніх людей у світі. У 2021 році відсоток людей старше 65 років становив 21 % у Західній та Південній Європі, порівняно з 19 % у всій Європі та 10 % у світі. За прогнозами, до 2050 року в Європі цей показник досягне 30 %. Це пов'язано з тим, що з 1970-х років населення має дітей, які не досягають рівня заміщення. Організація Об'єднаних Націй прогнозує, що населення Європи з 2022 по 2050 рік скоротиться на -7 %, без змін імміграційних рухів.
Відповідно до прогнозу населення Відділу народонаселення ООН, до 2050 року населення Європи може скоротитися до 680—720 мільйонів людей, що становитиме 7 % світового населення на той час. У цьому контексті між регіонами існують значні відмінності щодо рівня народжуваності. Середня кількість дітей на одну жінку дітородного віку становить 1,52 дитини. ООН прогнозує постійне скорочення населення в Центральній і Східній Європі внаслідок еміграції та низької народжуваності. Зокрема, ООН прогнозує, що до 2100 року населення України може скоротитися до 15,3 мільйона людей, зокрема через російсько-українську війну.
Європа заселена нерівномірно, головна смуга розселення людства на цьому континенті простягається з півночі на південь від Північної Ірландії через Англію, долину Рейну до Північної Італії (переривається в Альпах). У цій смузі зосереджено багато галузей промисловості та інтенсивне сільське господарство, сильно розвинена інфраструктура. Інша смуга проходить у широтному напрямку, від Бретані, вздовж річок Самбр і Маас через північ Франції до Німеччини (Рурська область). Саме в цьому регіоні зародилися промислові райони як явище, що призвело до підвищення природного приросту населення і притоку робочої сили. У цих двох смугах проживає близько 130 млн осіб, середня густота населення сягає 119 осіб/км². Досить висока густота населення характерна для ряду країн Центрально-Східної Європи, але розміщено воно нерівномірно, малозаселеними є гірські території і лісові масиви. Пересічна густота населення Польщі становить 127 осіб/км², максимальна — понад 300 осіб/км² (промислові райони Нижньої й Верхньої Сілезії); Чехії — 134 особи/км²; Словаччини — 112 осіб/км²; Угорщини — 111 осіб/км²; Сербії — 42 особи/км²; Чорногорії — 42 особи/км²; Словенії — 100 осіб/км²; Македонії — 4 особи/км²; Хорватії — 85 осіб/км²; Боснії і Герцеговині — 70 осіб/км². Чимало населення східної частини Південної Європи зосереджене на узбережжі Адріатичного моря. Серед країн Східної Європи високу густоту населення має Молдова — 130 осіб/км², Україна — 80 осіб/км².
У містах мешкає понад 70 % населення; найбільші міські агломерації: Лондон, Москва, Париж, Рурштадт, Санкт-Петербург, Стамбул. Найбільші міста (з населенням понад 1,5 млн): Атени, Барселона, Берлін, Бухарест, Будапешт, Відень, Варшава, Гамбурґ, Київ, Лондон, Мадрид, Манчестер, Мілан, Мінськ, Москва, Париж, Рим, Санкт-Петербург, Стамбул.

### Етнічні групи
Детальному вивченню етнографічної ситуації у Європі присвячені дослідження, пов'язані з Версальським мирним договором. Роботи виконували у багатьох країнах з метою встановлення етнічних меж і на цій підставі — міждержавних кордонів.
Пан і Пфейл (2004) нараховують 87 окремих «народів Європи», з яких 33 становлять більшість населення принаймні в одній суверенній державі, а решта 54 становлять етнічні спільноти (меншини).

### Міграція

Мапа із зображенням територій розселення європейців (людей, які стверджують, що мають повне європейське походження).

За даними Міжнародної організації з міграції, у 2020 році в Європі проживає найбільша кількість мігрантів серед усіх регіонів світу — майже 87 мільйонів людей. У 2005 році Європейський Союз  малв загальний чистий прибуток від імміграції в 1,8 мільйонів людей. Це спричинило майже 85 % загального приросту населення Європи. У 2021 році 827 000 осіб отримали громадянство держави-члена Європейського Союзу, що на 14 % більше, ніж у 2020 році. 2,3 мільйона іммігрантів з держав, що не входять до Європейського Союзу, прибули до ЄС у 2021 році.
Рання модерна еміграція з Європи почалася з іспанськими та португальськими поселенцями у XVI столітті та французькими та англійськими поселенцями у XVII столітті. Але їх кількість залишалася відносно невеликою до хвилі масової еміграції в XIX столітті, коли мільйони бідних сімей покинули Європу.
Сьогодні великі популяції європейського походження зустрічаються на кожному континенті. Європейське походження переважає в Північній Америці та меншою мірою в Південній Америці (зокрема в Уругваї, Аргентині, Чилі та Бразилії, тоді як більшість інших країн Латинської Америки також мають значне населення європейського походження). Австралія та Нова Зеландія мають велику популяцію європейців. В Африці немає держав з європейською більшістю (або за винятком Кабо-Верде та, можливо, Сан-Томе і Прінсіпі, залежно від контексту), але є значні меншини, такі як білі південноафриканці в Південній Африці. В Азії популяції європейського походження, зокрема росіяни, переважають у Північній Азії та деяких частинах Північного Казахстану. Також в Азії європейці, особливо іспанці, є впливовою меншиною на Філіппінах.

### Мови

Поширення основних мов Європи.

Європа має близько 225 корінних мов, які переважно належать до трьох індоєвропейських мовних груп: романські мови, що походять від латинської мови Римської імперії; германські мови, предки яких походили з півдня Скандинавії; і слов'янські мови. Слов'янські мови здебільшого поширені в Південно-Східній, Центральній та Східній Європі. Романськими мовами розмовляють переважно в Західній і Західно-Південній Європі, а також у Швейцарії в Центральній Європі та Румунії та Молдові. Германські мови поширені в Західній, Північній і Центральній Європі, а також на Ґібралтарі та Мальті в Південній Європі. Мови в суміжних областях значно збігаються (наприклад, англійська). Інші індоєвропейські мови поза трьома основними групами включають балтійську мови (латвійська та литовська), кельтські мови (ірландська, шотландська ґельська, менська, валлійська, корнська та бретонська), грецьку, вірменську та албанську.
Окрема неіндоєвропейська сім'я уральських мов (естонська, фінська, угорська, карельська, ерзянська, комі, марійська, мокшанська та удмуртська) розмовляють переважно в Естонії, Фінляндії, Угорщині та деяких частинах Росії. Тюркські мови включають азербайджанську, казахську та турецьку, а також менші мови Східної та Південно-Східної Європи (балкано-гагаузька, башкирська, чуваська, кримськотатарська, карачаєво-балкарська, кумицька, ногайська та татарська). Картвельські мови (грузинська, мінгрельська та сванська) поширені переважно в Грузії. Дві інші мовні сім'ї на Північному Кавказі (північно-східнокавказькі мови, зокрема чеченська, аварська та лезгинська; і північно-кавказькі мови зокрема адигейська). Мальтійська мова є єдиною семітською мовою, яка є офіційною в Європейському Союзі, тоді як баскська мова є єдиною західноєвропейською мовою-ізолятом.
Багатомовність і захист регіональних мов і мов спільнот (меншин) є визнаними політичними цілями в Європі сьогодні. Рамкова конвенція Ради Європи про захист національних меншин і Європейська хартія регіональних мов або мов меншин Ради Європи створили правову основу для мовних прав у Європі.

### Релігія
Найбільшою релігією в Європі є християнство: 76,2 % європейців вважають себе християнами, включаючи католиків, східних православних і різні протестантські деномінації. Серед протестантів найбільш поширеними є лютерани, англікани та кальвіністи. Менші протестантські деномінації включають анабаптистів, а також деномінації, які пошились у Європі зі Сполучених Штатів Америки, такі як п'ятидесятники, методисти і євангелісти. Орієнтальними православними в Європі є лише вірмени та мігранти з держав, де орієнтальне православ'я є релігією більшости. Хоча християнство зародилося на Близькому Сході, його центр поширення перемістився в Європу, коли воно стало державною релігією Римської імперії наприкінці IV століття. Християнство відіграло визначну роль у розвитку європейської культури та ідентичности. Сьогодні в Європі проживає трохи більше 25 % християн світу.
Іслам є другою за популярністю релігією в Європі. Його сповідують понад 25 мільйонів, або приблизно 5 % населення Європи. В Албанії та Боснії та Герцеговині, двох державах на Балканському півострові в Південно-Східній Європі, іслам замість християнства є релігією більшості. Це також стосується Туреччини та деяких частин Російської Федерації, а також Азербайджану та Казахстану, які знаходяться на кордоні з Азією. Багато держав Європи є домом для значної мусульманської меншини, зокрема імміграція до Європи збільшила кількість мусульман у Європі за останні роки.
Юдаїстське населення в Європі в 2020 році становило близько 1,4 мільйона осіб (приблизно 0,2 % населення). Історія євреїв у Європі є доволі довгою, починаючи з часів античности. Наприкінці XIX та на початку XX століть Російська імперія мала більшість євреїв світу, які проживали в її межах. У 1897 році, згідно з російським переписом населення 1897 року, загальна кількість єврейського населення Російської імперії становила 5,1 мільйона осіб, що становило 4,13 % від загальної чисельності населення. З цієї загальної кількости переважна більшість проживала в межах смуги осілості, тобто в Білорусі, Литві, Польщі та Україні. У 1933 році в Європі було близько 9,5 мільйонів євреїв, що становило 1,7 % населення, але більшість з них були вбиті, а частина інших переміщено під час Голокосту. У XIX столітті Франція має найбільше єврейське населення в Європі, за нею йдуть Сполучене Королівство, Німеччина та Російська Федерація.
Інші релігії, що практикуються в Європі, включають індуїзм і буддизм, які є релігіями меншости, за винятком кавказької Республіки Калмикія, де тибетський буддизм є релігією більшості.
Велика і зростаюча кількість людей у Європі є нерелігійними, атеїстами та агностиками. За оцінками, на даний момент вони становлять близько 18,3 % населення Європи.

### Великі міста та міські райони
Трьома найбільшими міськими територіями Європи є Москва, Лондон і Париж. Усі їхні міські агломерації мають понад 10 мільйонів жителів, і тому їх називають мегаполісами. Хоча Стамбул має найбільшу загальну кількість населення, він частково розташований в Західній Азії. 64,9 % жителів проживають на європейській стороні і 35,1 % на азійській. Наступними за чисельністю населення міськими агломераціями є Мадрид, Санкт-Петербург, Мілан, Барселона, Берлін, Київ і Рим, кожне з яких має понад три мільйони жителів.
Якщо розглядати пояси приміських поїздок або мегаполісів у Європі (для яких доступні порівняльні дані), Москва охоплює найбільше населення, за нею в порядку йдуть Стамбул, Лондон, Париж, Мадрид, Мілан, Рурський регіон, Санкт-Петербург, Північний Рейн-Вестфалія, Барселона і Берлін.

## Культура
«Європа» як культурне поняття в основному походить від спільної спадщини стародавньої Греції та Римської імперії та їхніх культур. Кордони Європи історично розуміли як межі загальновизнаного християнського світу (або, точніше, у межах поширення Римо-католицької церкви), які були захищені протягом середньовічної та ранньої сучасної історії Європи, особливо проти ісламу, як у реконкісті та Османських війнах у Європі.
Ця спільна культурна спадщина об'єднана корінними національними культурами та фольклором, що перетинаються, приблизно розділених на слов'янські, латинські (романські), германські компонентами, але також з тими компонентами, які не входять до жодної з цих груп (зокрема, албанська, грецька, баскська та кельтська культури). Історично особливими прикладами культур, що перетинаються, є Страсбург із латинськими (романськими) та германськими мовами або Трієст із латинськими, слов'янськими та германськими культурами. Культурні контакти та суміші формують значну частину регіональних культур Європи. Європу часто описують як «максимальне культурне розмаїття з мінімальними географічними відстанями».
У Європі організовуються різноманітні культурні заходи з метою зближення різних культур і підвищення обізнаності про їх важливість, наприклад, культурна столиця Європи, гастрономічний регіон Європи, молодіжна столиця Європи та спортивна столиця Європи.

### Спорт
Спорт у Європі, як правило, високоорганізований, у багатьох видах спорту є професійні ліги.
Витоки багатьох із найпопулярніших видів спорту у світі сьогодні лежать у кодифікації багатьох традиційних ігор, особливо у Сполученому Королівстві. Однак парадоксальною рисою європейського спорту є те, якою мірою місцеві, регіональні та національні варіації продовжують існувати, а в деяких випадках навіть переважати.

### Соціальний вимір
У Європі багато людей не мають доступу до базових соціальних умов, що ускладнює їм життя та процвітання. Доступ до предметів першої необхідности може бути обмежений, наприклад, 10 % європейців витрачають принаймні 40 % сімейного доходу на житло. 75 мільйонів європейців почуваються соціально ізольованими. З 1980-х років нерівність доходів зростала, а частки заробітної плати падали. У 2016 році 20 % найбагатших домогосподарств заробили в п'ять разів більше, ніж 20 % найбідніших. Багато працівників стикаються зі стагнацією реальної заробітної плати, а нестабільна робота є звичайним явищем навіть для основних працівників.